# Kerk van Leegkerk
De Kerk van Leegkerk is een middeleeuws kerkgebouw aan de Leegeweg 38 in het dorp Leegkerk in de Nederlandse gemeente Groningen. Het is een van oorsprong 13e-eeuwse kerk, die in de 16e eeuw werd herbouwd nadat de Saksische burggraaf Hugo van Leisnig de kerk had verwoest omdat de bevolking van Leegkerk de opgelegde brandschatting weigerde te betalen.
De westgevel en de noordelijke schipmuur zijn romanogotisch. De zuidmuur is laatgotisch en dateert van omstreeks 1620. Tussen het schip en het koor staat een 16e-eeuwse scheidingswand met een rondboogopening. De kerk is in 1973 ingrijpend gerestaureerd en in 2012 van binnen aangepast om de kerk voor meerdere functies geschikt te maken. De kerk vormt een rijksmonument en is sinds 1970 eigendom van de Stichting Oude Groninger Kerken. Sinds de restauratie van 2012 wordt de kerk beheerd door de stichting Bijzondere Locaties Groningen. In de zomermaanden is de kerk op zondag opengesteld voor bezoekers. Er worden dan soms ook culturele evenementen gehouden.

## Gebruik
De opdrachtgever voor de bouw van de kerk is onbekend. Tilbusscher vermoedt dat het gebouw tot stand kwam onder leiding van het klooster van Aduard in samenwerking met lokale boeren, maar bewijzen hiervoor zijn niet gevonden. In de middeleeuwen vormde de kerk echter wel eigendom van het corpus van het klooster van Aduard. De eerste vermelding van de kerk is waarschijnlijk in 1264, toen paus Urbanus IV aan het Aduarder klooster schreef over het beheer van de kerk van 'Linwertherawalda' (Lieuwerderwolde), waarmee waarschijnlijk de kerk van Leegkerk werd bedoeld. In deze oorkonde wordt 'Evergerus de Midach' aangeduid als pastoor van Leegkerk.
Bij de reductie werd al het kloostergoed door de provincie Stad en Lande geconfisqueerd, waarmee de provincie ook eigenaar werd van de kerk van Leegkerk en daarmee tevens unicus collator van de kerk. De provincie benoemde daarom de predikanten, kosters en onderwijzers. De eerste predikant was in 1595 Martinus Everhardi, die daarvoor vatenmaker van beroep was geweest. Zijn preken bevielen de synode echter geenszins, want hij werd al snel 'geremoveert' (afgezet) door de synode. Een belangrijke predikant was waarschijnlijk Abelus Lamberti van Bolhuis, die werkzaam was van 1635 tot 1653 en tijdens wiens leiding de preekstoel, een van beide avondmaalsbekers en het tiengebodenbord gereed kwamen, de laatste echter mogelijk na zijn dood. Hij ligt ook begraven in de kerk. Een andere predikant was Henricus Schonebeek of Schoonbeeck, die tijdens zijn dienstperiode tussen 1676 en 1682 het met zijn recalcitrante gedrag, echtelijke ruzies en openbare dronkenschap zo bont maakte bij de classis, dat hij uiteindelijk vertrok naar Oost-Indië om te voorkomen dat hij werd afgezet. Eenmaal in Indië aangekomen overleed hij binnen twee maanden.

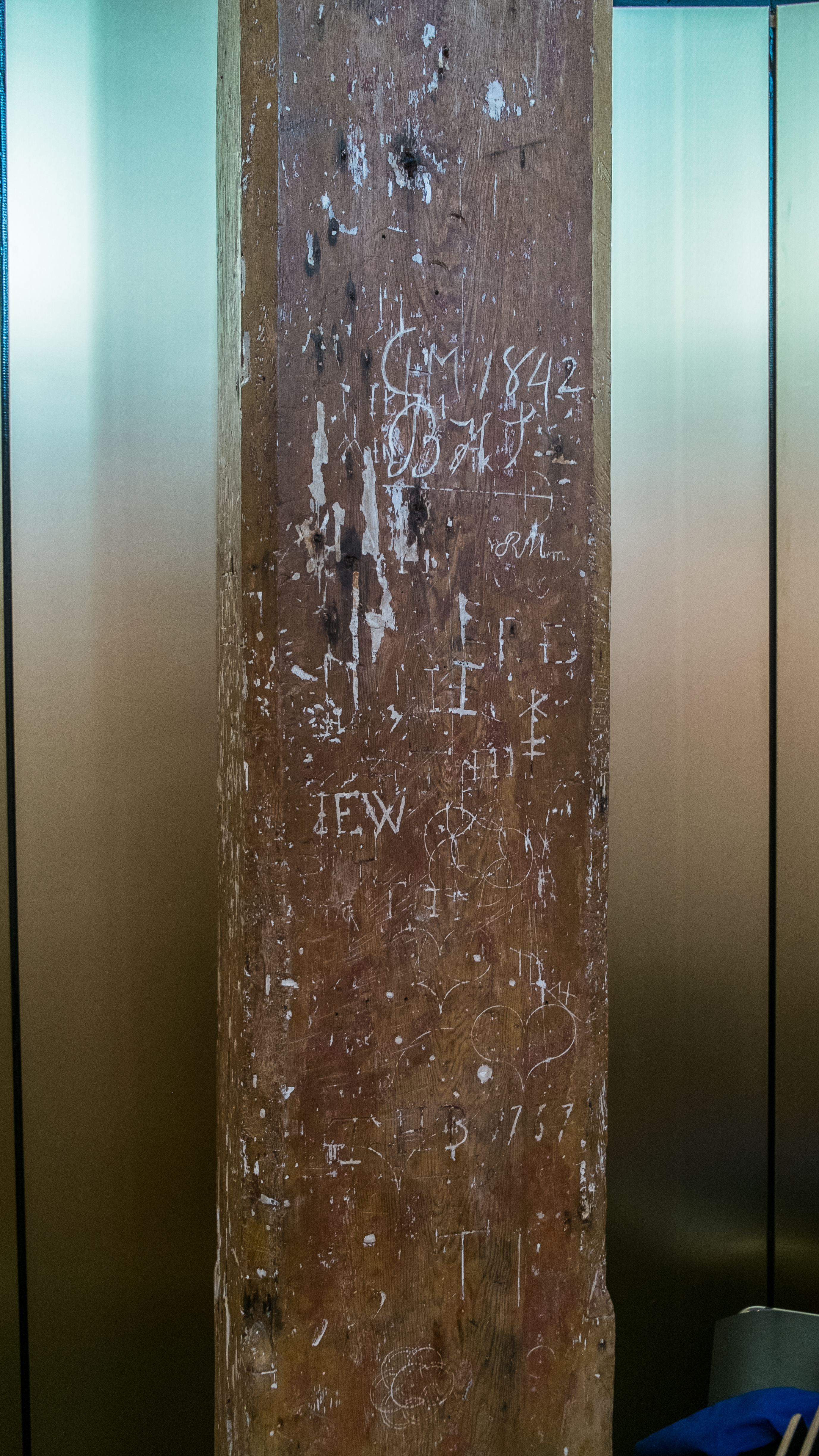
Tekeningen en andere inscripties in het onderste deel van de standvink lijken te verwijzen naar een periode dat het westelijke deel van de kerk werd gebruikt als school.

De kerk is sinds de reductie altijd gecombineerd geweest met de kerk van Hoogkerk. Beide kerkgemeenten hadden daarbij tot in de jaren 1970 een eigen kerkvoogdij, bestaande uit elk 2 ouderlingen en 2 diakenen. Leegkerk was echter lange tijd het belangrijkst doordat de pastorielanden van Leegkerk zorgden voor driekwart van de inkomsten van de gecombineerde gemeente. De predikant woonde dan ook eeuwenlang in Leegkerk, waar ook de school stond. Mogelijk werd echter eerst een tijdlang in het westelijke deel van de kerk lesgegeven, daar de onderzijde van de standvink in de kerk is bedekt met initialen, zessterren, harten en andere figuren. In die tijd kwam dit in wel meer kerken voor. De collatie van Leegkerk werd in 1694 door de provincie verkocht. De collatie kwam later in handen van de adellijke familie Lewe van het Huis te Aduard. In de 19e eeuw kwam de collatie in handen van landbouwer Iwema, die het vervolgens aan de kerk schonk. Het kerspel Leegkerk bezat een eigen stem in de Ommelander Landdag.
In de protestantse periode was de kerkgemeente van Leegkerk zeer arm. Er werd dan ook regelmatig een beroep gedaan op het Rijk, de provincie en de protestantse kerk om geld te geven voor het herstel van kerk, pastorie en kosterij. Na 1850 groeide Hoogkerk steeds sneller, waarop in de jaren 1850 een ruzie uitbrak tussen beide kerkvoogdijen over de pastorie. Hoogkerkers wilden dat deze naar dat dorp werd overgeplaatst, waarop de protestantse kerk weigerde met geld over de brug te komen tot het conflict was beslecht. Uiteindelijk trok de Leegkerkse kerkvoogdij aan het langste eind. In 1924 kwam in Leegkerk de eerste vrouwelijke predikant op de preekstoel. Deze Lydia Koomans werd echter het jaar erop ziek en overleed in een kuuroord in Davos aan tuberculose. In 1927 kreeg de gecombineerde gemeente een nieuwe predikant die zich wenste te vestigen in Hoogkerk omdat daar inmiddels het grootste deel van de hervormde gemeente woonde en hij daar dus het merendeel van zijn bezigheden had. De pastorie, die nog in 1922 was hersteld, werd daarop verbouwd tot woonhuis en de kerk werd mede vanwege de afgelegenheid van Leegkerk steeds minder gebruikt. In 1938 werd er nog maar eens per 3 weken een dienst in de kerk gehouden. In 1961 werd de kerk alleen nog gebruikt in de zomer en met kerstavond; ongeveer 4 diensten per jaar. In 1964 werden de kerkenraden van Hoogkerk en Leegkerk samengevoegd met behoud van eigen kerkvoogdijen. In 1965 werd de laatste dienst in de kerk gehouden door de hervormde gemeente. In 1976 fuseerden de gemeenten Hoogkerk en Leegkerk. In 1983 ging deze gemeente samen met de gemeenten Oostwold, Hoge- en Lagemeeden onder de naam gemeente Hoogkerk c.a.-Oostwold c.a. Begin 21e eeuw is deze gemeente opgegaan in de protestantse gemeente Hoogkerk-Oostwold.
Na de restauratie van 1970 was de hoop aanwezig dat de kerk weer in gebruik zou kunnen worden genomen als religieus centrum. De toen sterk groeiende rooms-katholieke gemeente van Hoogkerk wilde er in 1972 wel naartoe. Uiteindelijk trok echter in september 1974 de Vereniging van Vrijzinnige Hervormden Hoogkerk in de kerk van Leegkerk, die er eens per 3 weken kerkten. Later ging deze gemeente op in de Vereniging van Vrijzinnige Protestanten Westerkwartier, die de kerk in 2014 nog slechts eenmaal per jaar gebruikte en alleen om koffie te drinken.
Naast kerkdiensten werd het gebouw vanaf de jaren 1970 ook gebruikt voor onder andere concerten, lezingen, boekenmarkten, huwelijkssluitingen en een enkele keer voor een rouwdienst. Het gebruik bleef echter achter bij wat men had gehoopt en de kosten van het onderhoud, gas en licht werden er bij lange na niet mee gedekt. Een van de tekortkomingen van de kerk was het volledig ontbreken van een toilet. De stichting Oude Groninger Kerken had in de jaren 1970 wel een aanvraag gedaan bij de gemeente Groningen om een toilethuis te mogen plaatsen op het kerkhof, maar deze aanvraag werd blijkbaar niet gehonoreerd, want 40 jaar later was er nog geen toilet.
In 2012 werd de kerk bij een nieuwe restauratie opnieuw ingericht om de kerk meer functies te kunnen geven en zodoende meer bezoekers te trekken. In 2013 werd aan overzijde van de weg een parkeerplaats aangelegd om de parkeergelegenheid te verbeteren. Tot die tijd waren er helemaal geen parkeerplaatsen bij de kerk. In april 2013 werd de kerk opnieuw in gebruik genomen. De kerk wordt sindsdien geëxploiteerd door de stichting Bijzondere Locaties Groningen, die de kerk verhuurt voor onder andere concerten, exposities, huwelijkssluitingen, lezingen, recepties, vergaderingen en incidenteel ook voor kerkdiensten. In de zomermaanden is de kerk zondagsmiddags geopend voor bezoekers en worden er thee, koffie en andere dranken geschonken, mits er genoeg vrijwilligers zijn om de kerk open te kunnen houden. Er worden dan ook regelmatig culturele evenementen georganiseerd.

## Exterieur

### Bouw (13e eeuw)
De kerk staat op een lage wierde die mogelijk in de 11e of 12e eeuw werd opgeworpen tegen het water. Bij de restauratie in de jaren 1970 zijn kogelpotscherven aangetroffen onder de kerk die erop wijzen dat er waarschijnlijk op de plek van de kerk eerst een boerderij heeft gestaan. Dit is eveneens het geval bij de omliggende wierden waar later de pastorie en kosterij werden gebouwd en bij diverse onbebouwde wierden in de omgeving, waaronder de wierde ten zuiden van de kerk. De potscherven zijn gedateerd in de 12e of 13e eeuw en de relatief korte tijd tussen de potscherven en de bouw van de stenen kerk maken het niet aannemelijk dat er een houten voorganger is geweest, al valt dit niet uit te sluiten.
Halbertsma denkt dat de huidige kerk waarschijnlijk in het tweede kwart van de 13e eeuw werd gebouwd. Anderen dateren de kerk op de eerste helft van de 13e eeuw of op het tweede of derde kwart van de 13e eeuw. In dezelfde periode verrees ook de kerk van Hoogkerk. De opdeling in vierkante traveeën en omkraalde nissen en vensters wijzen volgens Berghuis op een datering in het begin van de romanogotiek; dezelfde tijd dat ook de kerken van Oostum, Noorddijk en Noordwolde werden gebouwd. De kerk was bij de bouw wat kleiner dan de huidige kerk en had ongeveer 10 kleine omkraalde smalle vensters in een overgangsvorm tussen rondboog en spitsboog met bijbehorende siernissen. De oorspronkelijke kerk bestond – afgaande op soortgelijke kerken – uit drie traveeën, die van elkaar werden gescheiden door lisenen. Het koor in de oostelijke travee was recht gesloten en bevond zich op de plek van de huidige vijfzijdige kerksluiting. De huidige ingang aan noordzijde van de kerk was vroeger de vrouweningang en de nu gesloten ingang aan noordzijde was de manneningang. De kerk was oorspronkelijk bedekt met dakbeschot en leien. Dit wordt afgeleid van de vondst van brokstenen van leien in de grond.

### Herbouw (ca. 1520)

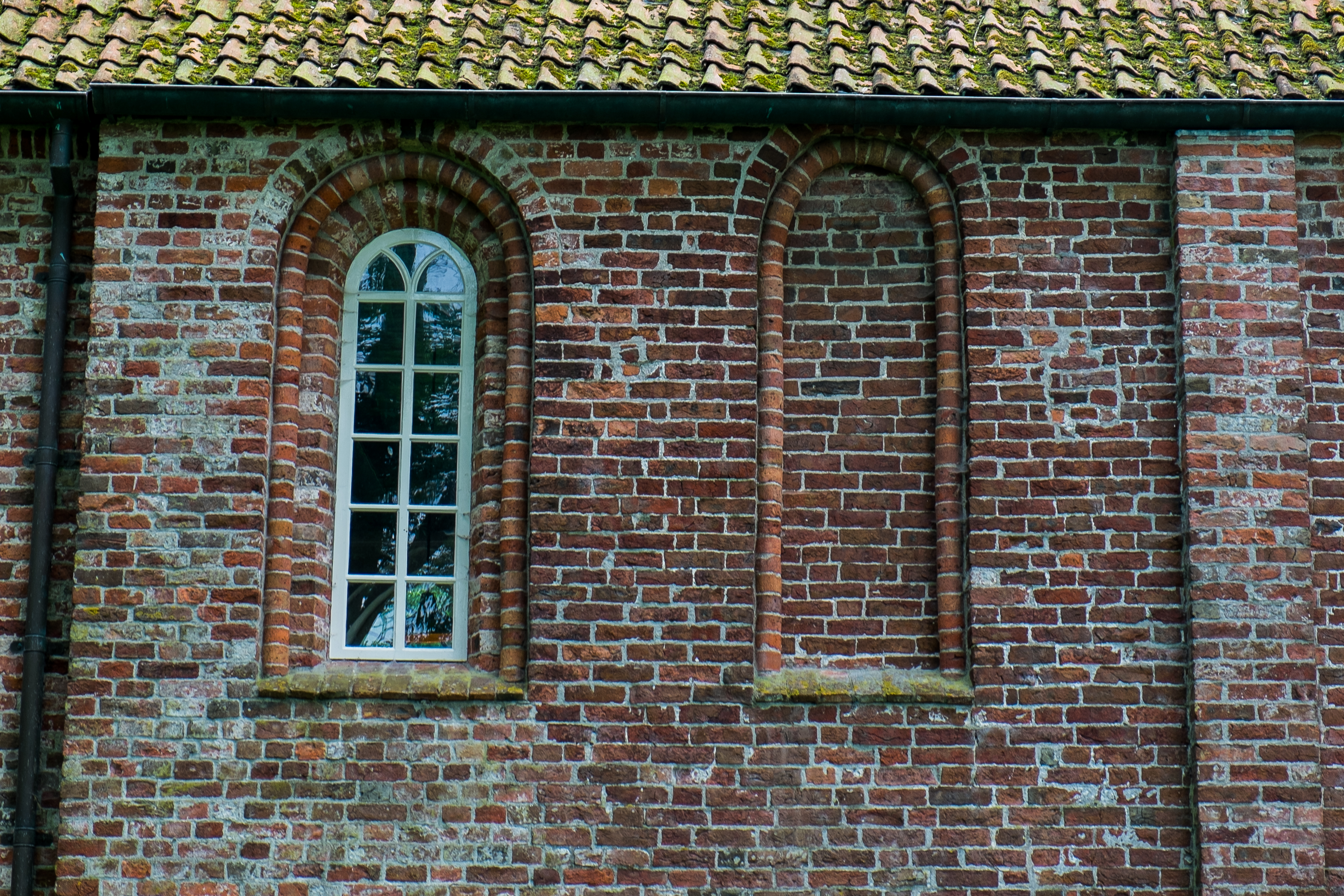
Doorsneden toppen in de noordmuur wijzen op een verlaging van het dak.

In 1514 werd de kerk net als verschillende andere kerken in de omgeving zwaar beschadigd, zo niet deels verwoest, door rondtrekkende Saksische troepen. Rond 1520 werd de kerk daarop herbouwd, waarbij alleen de westmuur en het westelijke deel van de noordmuur bleven staan. Voor de herbouw werden stenen gebruikt van de oude kerk. De oostelijke travee werd daarbij vergroot tot een vijfzijdig gesloten koor, waarvan twee vakken werden opgevuld met twee vensters. De kerk werd bij de herbouw een behoorlijk stuk verlaagd, hetgeen te zien is aan de doorsneden toppen van vensters en nissen in de resterende romanogotische muur naast de huidige ingang. De zuidmuur werd deels opgetrokken aan binnenzijde van het fundament van de vroegere romanogotische muur. De redenen hiervoor zijn onduidelijk, maar Berghuis denkt dat dit mogelijk te maken kan hebben gehad met de aankoop van een te kleine kap voor het dak. Het gevolg was echter wel dat deze muur onvoldoende gefundeerd was, wat leidde tot enorme verzakkingen in het muurwerk. Hierdoor staan de vensters en nissen van de westgevel niet symmetrisch in het gevelvlak. De nieuwe muren werden opgetrokken in laatgotische stijl met grotere spitsboogvensters om zo meer natuurlijk licht in de kerk te laten. Ook boven de zuidingang en in de resterende romanogotische noordmuur werd een spitsboogvenster geplaatst. De reden voor de plaatsing van deze grotere vensters was mogelijk dat na de uitvinding van de boekdrukkunst (Gutenberg) meer mensen konden (mee)lezen en dus meer licht in de kerk gewenst was. De plaatsing van de spitsboogvensters bracht echter wel grotere perforaties en daarmee een verzwakking van de muren teweeg, die werd opgevangen door de plaatsing van brede steunberen tussen de vensters. Naast spitsboogvensters werden ook spaarvelden met kraalprofielen geplaatst in de nieuwe muren. Boven het nieuwe koor werd een deels natuurstenen waterlijst gemetseld. Het dak kreeg een balken kap van eiken en werd gedekt met de huidige linksdekkende zogenaamde Hildesheimer pannen en rechtsdekkende (oud-)Hollandse pannen (ook wel vleugelpannen of golfpannen genoemd).

### Klok en dakruiter
Rond 1550 werd de kerk intern verbouwd, waarbij onder andere ook een lage scheidingsmuur werd opgetrokken tussen schip en koor. Mogelijk werd in dezelfde periode ook een vrijstaande klokkenstoel naast de kerk geplaatst waarin de klok uit 1554 werd gehangen. Berghuis vermoedt dat de aanwezigheid van vensters en nissen in de romanogotische westmuur erop wijzen dat het niet in de bedoeling van de bouwers heeft gelegen om ooit een westtoren aan de kerk te bouwen. Hij denkt dat de huidige dakruiter voorafgegaan kan zijn door een klokkenstoel, waarin de klok werd gehangen. Deze klok werd gegoten door de Mechelse klokkengieter Jacob Waghevens, in hetzelfde jaar dat deze ook een (kleinere) klok goot die nu in de Fraeylemaborg hangt. De klok heeft een diameter van 79,3 centimeter, een gewicht van 307 kilo en slagtoon b1. Op de klok staat het opschrift "KATALINA BEN IC GHEGOTEN, VAN JAAP VACHEVENS TE MECHELEN BINEN INT IAAR ONS HEEREN MCCCCCIIII" en de afbeeldingen van de heilige Catharina aan de voorzijde, de heilige Jacobus maior aan de achterzijde, een oude man in pauselijk gewaad met rijksappel in de linkerhand aan de ene zijkant en het medaillon van de stad Mechelen aan de andere zijkant. Naar Catharina wordt de klok ook wel Catharinaklok genoemd. Het is wel geopperd dat Catharina mogelijk de patroonheilige van de kerk kan zijn geweest. Het is echter niet zeker of de klok ook voor de kerk van Leegkerk gegoten is of later is aangekocht. De klok is aan de rand versierd met om en om griffioenen met spiraalvormige staarten en vazen op voetstukken in de vorm van dolfijnenstaarten. Tussen de woorden 'ghegoten' en 'van' is een roosje aangebracht. Verder heeft de klok ook drie sierringen. De klok is opgehangen aan een zesarmige kroon. De klepel hangt aan een rail en is daardoor 'vallend'. De klok wordt nog steeds met de hand geluid.
In de kerk bevindt zich een standvink met korbelen (schoren). Op deze standvink, waarop de huidige houten dakruiter rust, staan (onder andere) de jaartallen 1641 en 1779. Berghuis vermoedt dat in 1641 eerst een sierelement is geplaatst, waarbij dak aan westzijde werd afgewolfd. De lantaarnen van de dakruiter zijn vroeger namelijk open geweest en werden pas later voorzien van galmbordjes. Berghuis denkt daarom dat dakruiter was mogelijk eerst alleen een sierelement heeft gevormd en pas later is voorzien van een (interne) klokkenstoel. Mogelijk heeft deze verbouwing pas plaatsgevonden in 1779, maar zeker is dit niet; het kan ook om een herstelbeurt gaan. Mocht de dakruiter wel uit 1641 stammen dan betreft het een van de oudste dakruiters in de provincie Groningen. De dakruiter werd bij de bouw voorzien van een langgerekte uivormige bekroning.

### Aanpassingen in latere eeuwen
In de 18e eeuw werden in het koor en het schip min of meer gelijke vensters aangebracht, waarbij ook in de romanogotische noordmuur twee grote spitsboogvensters werden geplaatst. De vensters waren oorspronkelijk gedicht met glas-in-loodramen, waarbij de kleine vensters enkel glas in lood hadden en de brede spitsboogvensters een gemetselde middenstijl met gaffeltracering. De ingang werd bij deze herstelbeurt ook aangepast aan de wensen van die tijd.
In 1828 wordt in een Koninklijk Besluit gesproken over een bijdrage van 900 gulden voor het herstel van de kerk. Waarschijnlijk duidt het jaartal 1830 in de balk voor de scheidingsmuur op het jaar van herstel. Mogelijk werd toen ook de zoldering vernieuwd. In de jaren 1850 wordt opnieuw gesproken over een geldelijke bijdrage voor onder andere 'aanzienlijke restauratien' aan de kerk. Mogelijk hebben deze herstelwerkzaamheden begin jaren 1860 plaatsgevonden toen ook de pastorie werd herbouwd. Bij een van deze beide restauraties werd de westgevel witgepleisterd. In de 18e of 19e eeuw werden ook 7 steunberen weggehaald en 2 steunberen op lelijke wijze gewijzigd, zodat er slechts 2 van de 11 oorspronkelijke steunberen overbleven. Ook werd in een onbekend jaar de zuidingang dichtgemetseld.
In 1910 werd aan oostzijde van de kerk een deurtje in de koorsluiting gemaakt. In de decennia erna is de kerk opnieuw bouwvallig. In 1927 schreef een journalist bij de sluiting van de pastorie: "Wellicht zal de tijd niet meer verre zijn, dat het bijna 6 eeuwen oude kerkgebouw, bouwvallig als het is, doch belangwekkend door ouderdom en eenvoud, zal verdwijnen". In de jaren 1930 werd gesproken van een 'verwaarloosde kerk'.
In 1961 waaiden bij een zuidwesterstorm honderden dakpannen van de kerk waarop een gapend gat in het dak ontstond. Er werden ongeveer 1000 linksdekkende dakpannen aangesleept om het gat te dichten voor kerstavond. In 1965 werd de bouwvallige kerk voor het laatst gebruikt door de hervormde gemeente. Daarop werd de kerk verwaarloosd en ontstonden opnieuw gaten in het dak. De kerk werd gebruikt voor de opslag van hooi en andere zaken. Ook werden er schapen gestald in het koor. Door de gaten en glasloze vensters vlogen een vijftiental duiven naar binnen die nesten bouwden op de preekstoel en de kerkbanken bedekten met stront. Regen tastte via de gaten de kerkbanken aan. Op de achtergrond werd door de gemeente Groningen al gesproken over het slopen van de kerk, die steeds verder verviel tot een ruïne en in de weg stond bij plannen voor nieuwe woonwijken.
De dreigende sloop vormde in 1969 de aanleiding voor een groep Groningers om de Stichting Oude Groninger Kerken op te richten om dit te voorkomen. De kerkvoogdij wilde de kerk graag kwijt omdat de kerkgemeente door de restauratie van de kerk van Hoogkerk tussen 1963 en 1967 bijna financieel te gronde was gegaan. Daarom werd de kerk in 1970 voor de symbolische som van 1 gulden overgedragen aan de nieuwe stichting, die van de kerkvoogdij verder 7000 gulden als bruidsschat meekreeg als afkoopsom voor de onderhoudsplicht. Het was een van de eerste kerken van de Stichting. De dreiging van het verdwijnen van de kerk vormde een van de belangrijkste motieven bij het vinden van donateurs voor de nieuwe stichting. De Groninger Gezinsbode schreef in 1969 over de kerk "De afbrokkelende muren met grote gaten maken duidelijk dat dit pittoresk gelegen bedehuis het niet zo lang meer zal maken. Tenzij...". Voorafgaand aan de restauratie werd gedacht dat de kerk van Leegkerk in de toekomst onderdeel zou worden van een groene strook binnen de westelijke stadsuitbreidingen van Groningen en een functie als wijkkerk of stiltecentrum zou kunnen krijgen.

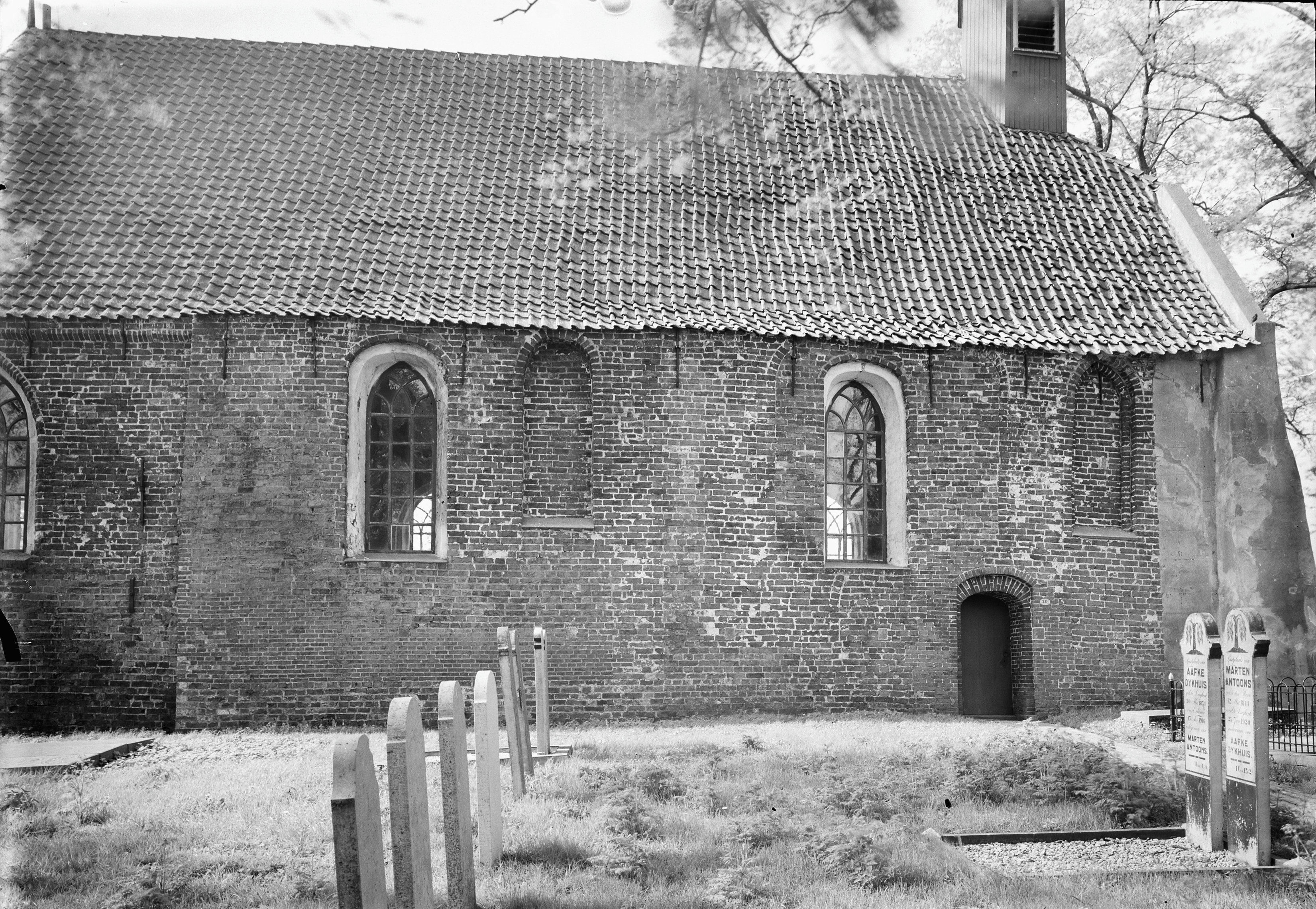
Noordmuur vóór de restauratie (1942)
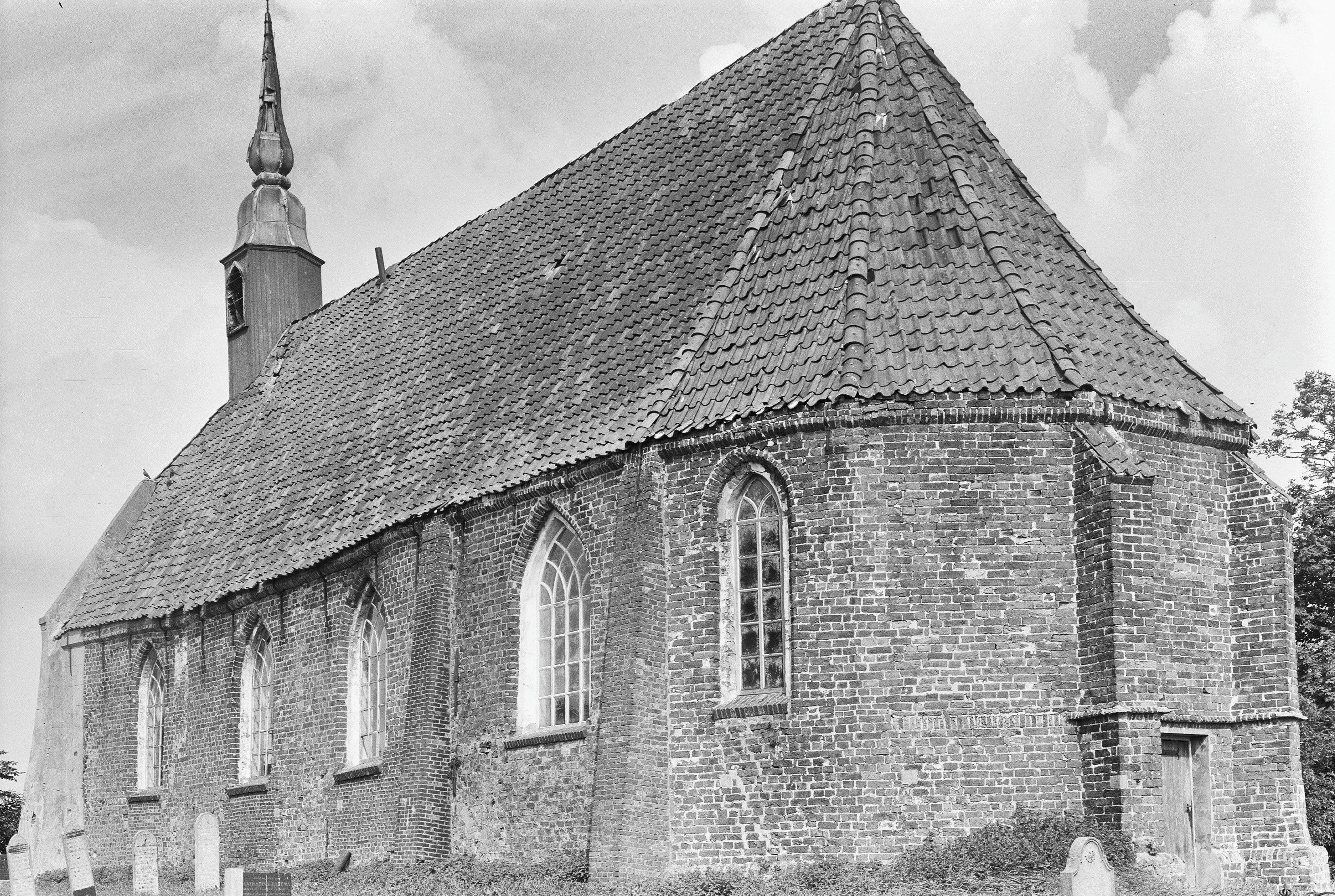
Zuidmuur met rechts het deurtje in het koor (1967)
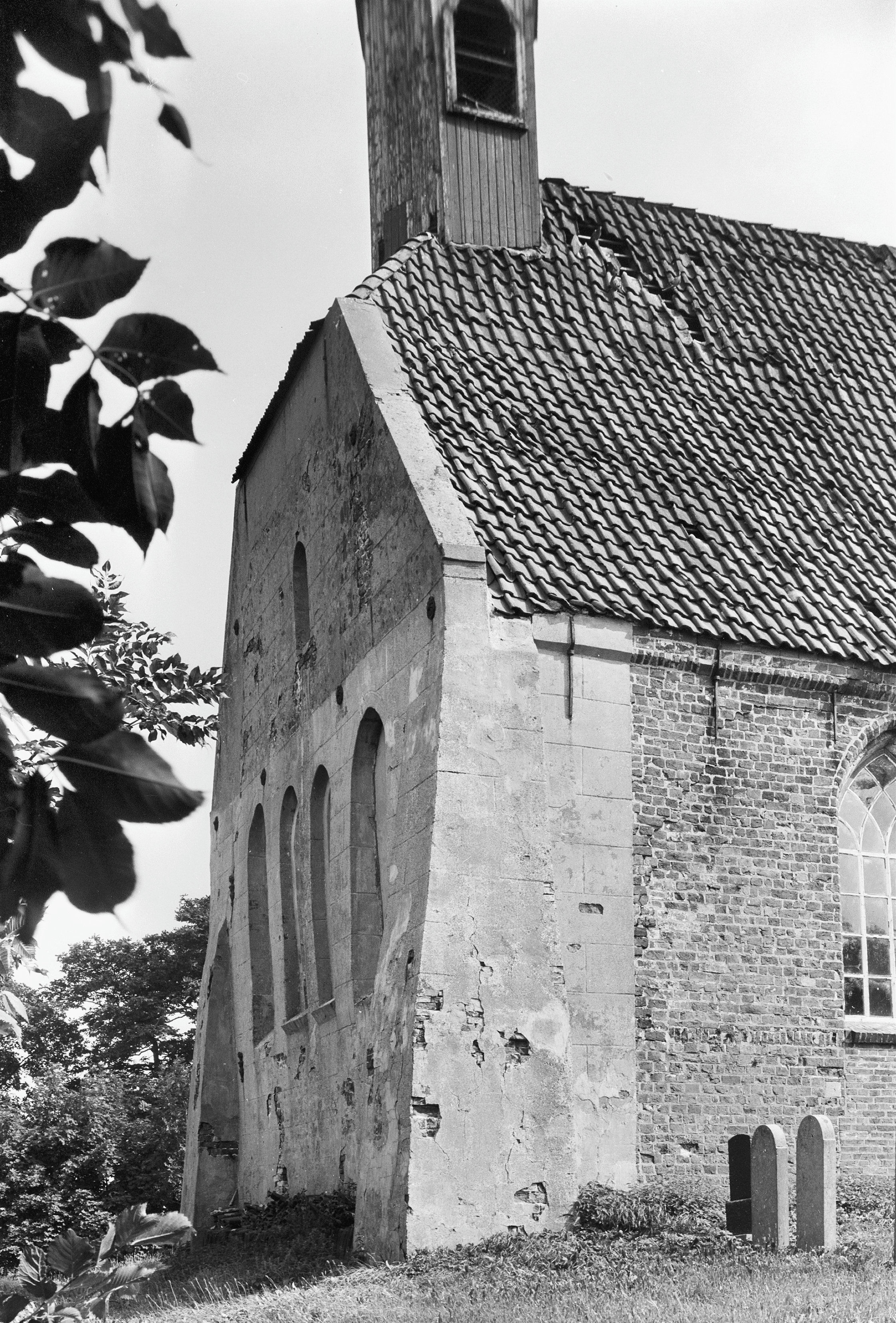
Gezicht op de gepleisterde westmuur. Rechtsonder het venster de dichtgezette zuidingang (1942)

### Restauratie jaren 1970
Tussen 1970 en 1973 werd de kerk in opdracht van de stichting Oude Groninger Kerken van binnen en buiten zorgvuldig gerestaureerd onder leiding van architecten Jan Kort en Johannes Wicher Korma. Voor de restauratie werd een subsidiebedrag van ruim 820.000 gulden aangewend, waarvan het Rijk ruim 450.000 gulden bijdroeg en de gemeente Groningen uiteindelijk ruim 240.000 gulden. Het exterieur werd bij de restauratie zo veel mogelijk opgetrokken in de stijl van het gebouw bij de herbouw rond 1520. De beide ingebroken gotische vensters werden uit de noordmuur gehaald en vervangen door een oorspronkelijk romanogotisch rondboogvenster en een tweetal oorspronkelijke spaarvelden, zodat het westelijk rondboogvenster weer werd geflankeerd door twee rondboognissen en het oostelijk rondboogvenster aan een zijde. Het meest oostelijke spaarveld was reeds afgebroken bij de herbouw. De noordingang werd ook weer in 13e-eeuwse staat teruggebracht. De westmuur werd ontpleisterd. Bij de gotische muren werden de 9 weggehaalde of aangepaste steunberen weer vanaf hun fundament in oorspronkelijke staat teruggebracht naar voorbeeld van de beide nog bewaard gebleven schoren tegen de kerksluiting. Ook twee lisenen in het romanogotische deel van de noordmuur werden herplaatst. Het destijds als 'afschuwelijk' beschouwde deurtje uit 1910 in het koor tussen beide steunberen werd weer dichtgemetseld en de zuidingang werd weer in oude staat teruggebracht. Omdat verwacht werd dat de stad Groningen spoedig zou uitbreiden in de richting van Leegkerk en dit een verlaging van de grondwaterstand tot gevolg zou hebben werd ook besloten om de deels scheefgezakte muren te versterken. Met name voor de slecht gefundeerde zuidmuur werd gevreesd. Ter versterking werden 78 betonnen palen van 8 meter lengte de grond ingeslagen. Van deze betonnen palen werden er ruim 40 binnen in de kerk de grond ingeheid met een speciale 'minimepper'. Deze palen werden aan beide zijden van de kerk met elkaar verbonden door twee betonnen ringen, die weer met elkaar werden verbonden en geschraagd werden met 8 betonnen palen. De kerkvensters kregen bij de restauratie allemaal een houten roede-indeling. Bij de restauratie werd ook een hagioscoop teruggevonden in de noordmuur, die daarop weer zichtbaar werd gemaakt. De dakpannen werden bij de restauratie herlegd, waarbij de rechtsdekkende (Hollandse) pannen en een deel van de linksdekkende (Hildesheimer) pannen op het koor werden gelegd en de rest van het dak werd bedekt met linksdekkende pannen. Ter herdenking aan de restauratie werd een gebrandschilderd raam in de hagioscoop geplaatst, die bij de restauratie van 2012 echter weer is weggehaald.

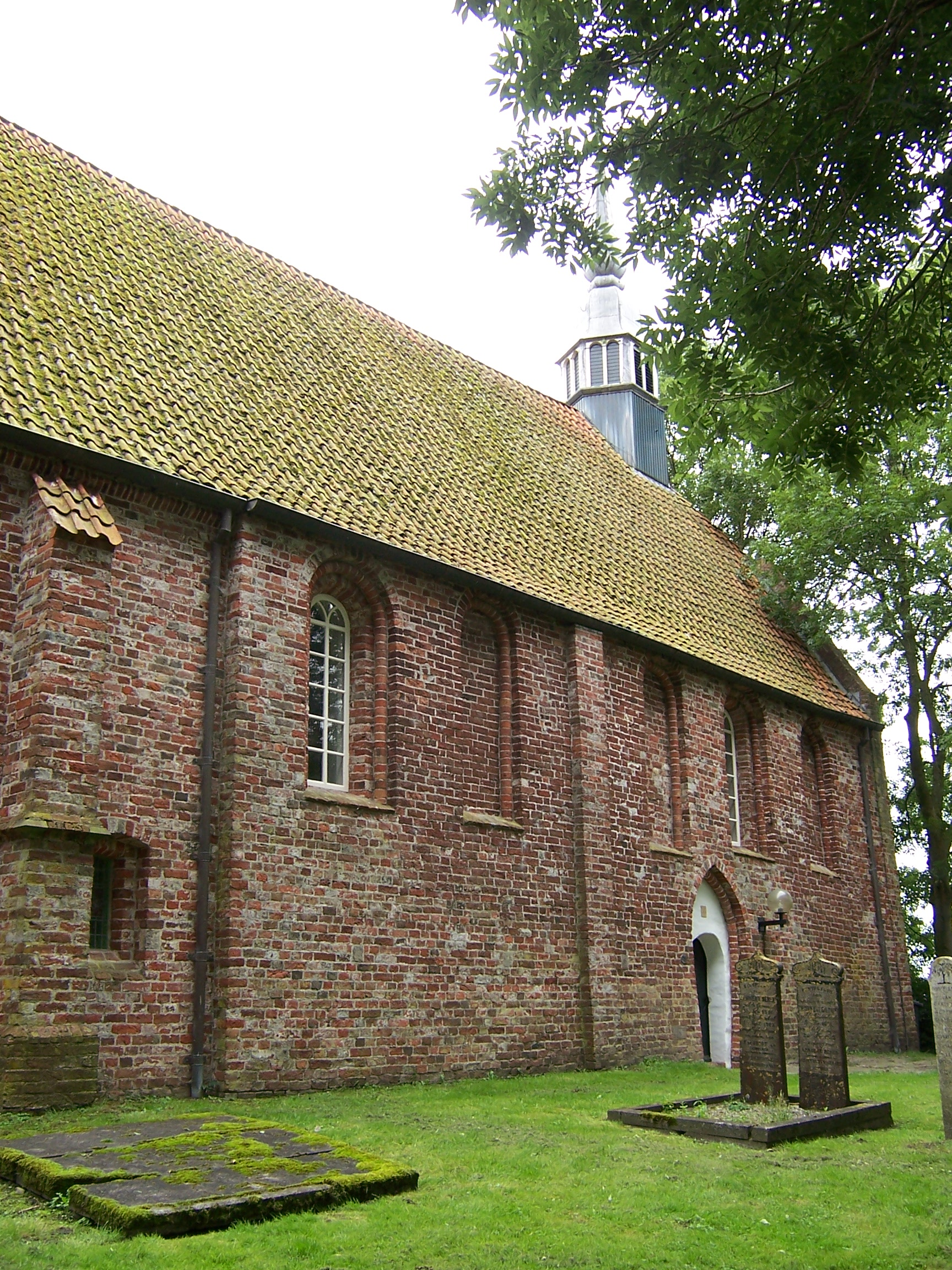
13e-eeuwse deel van de noordmuur na de restauratie
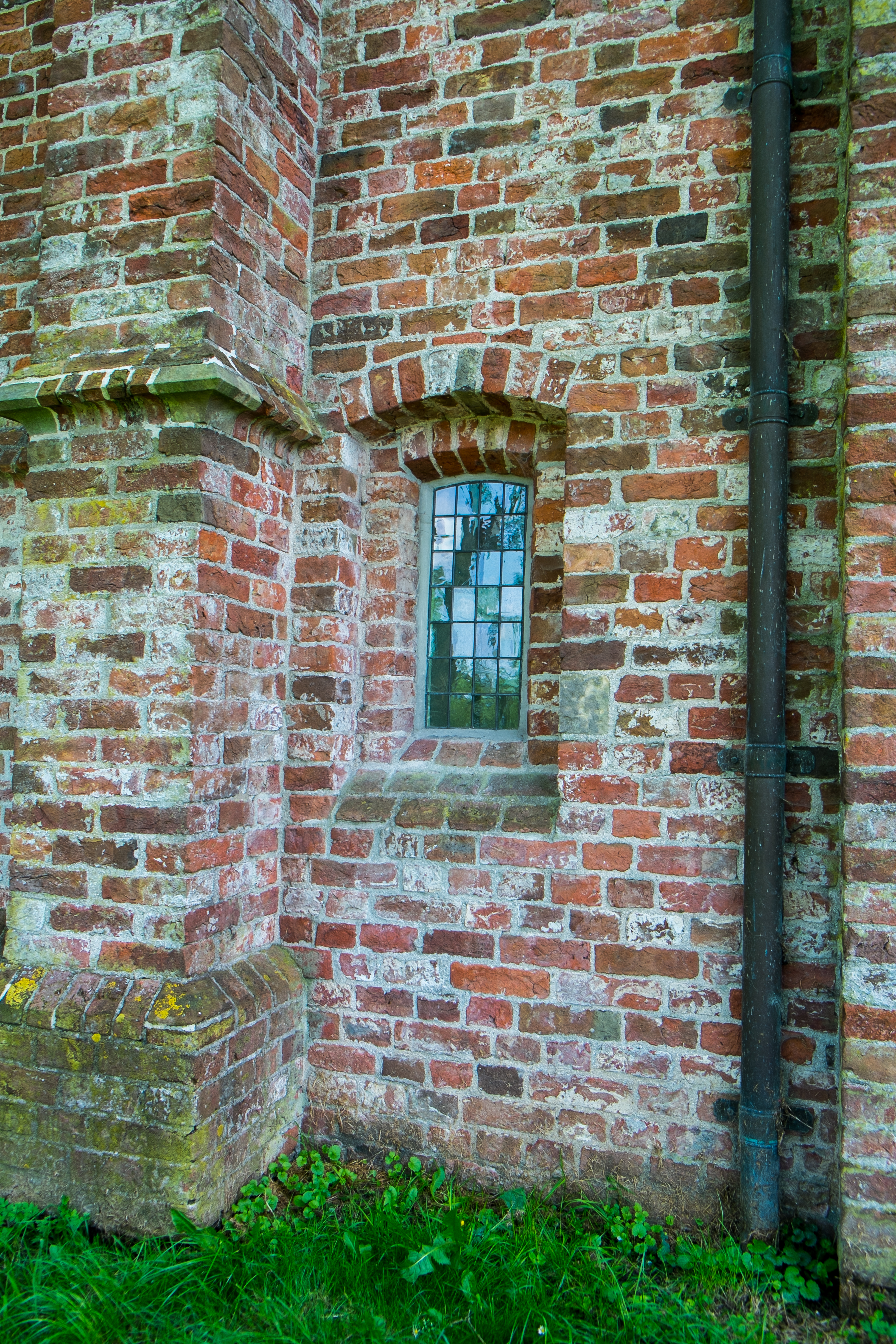
Hagioscoop in de noordmuur
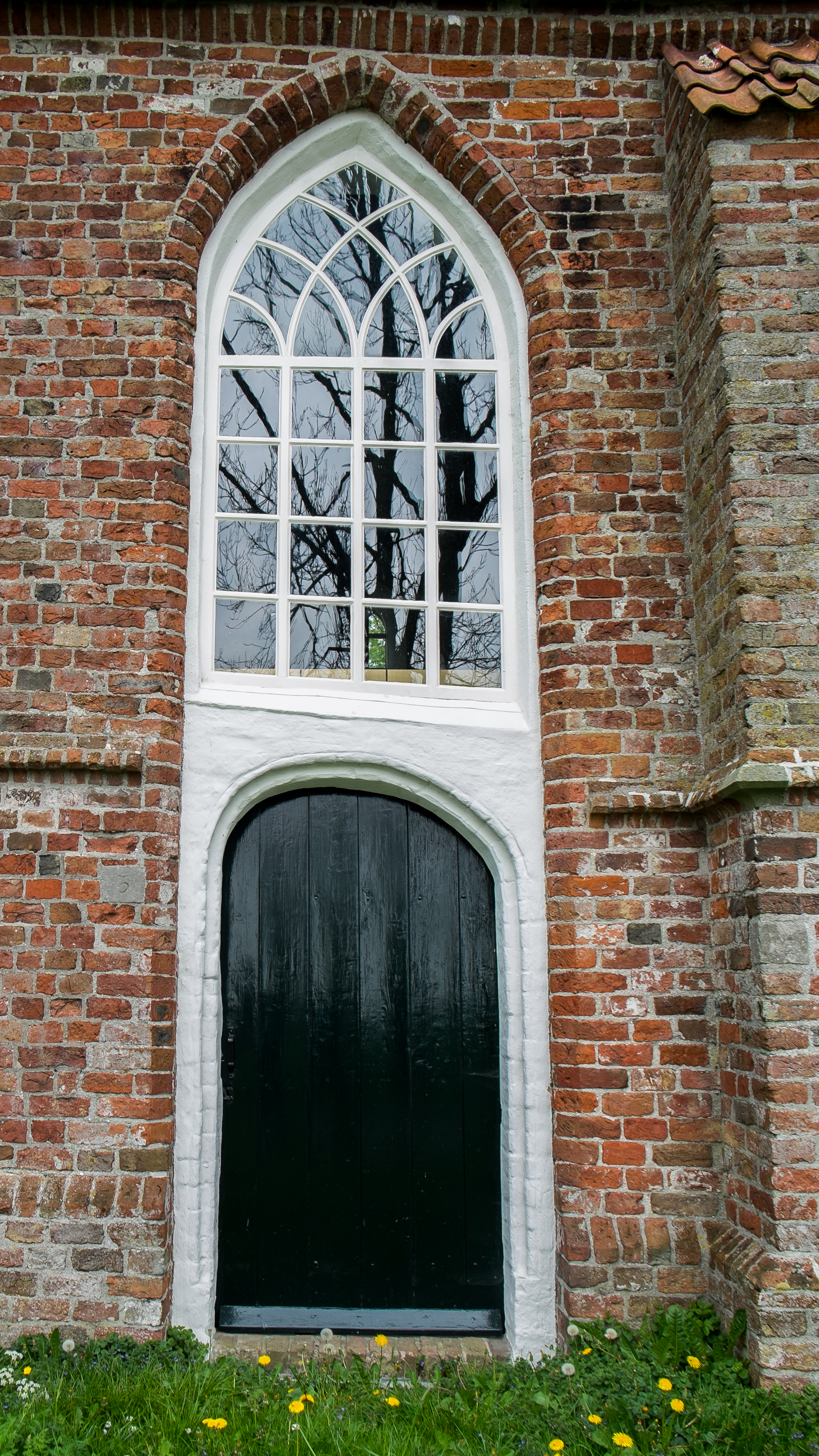
Zuidingang na de restauratie
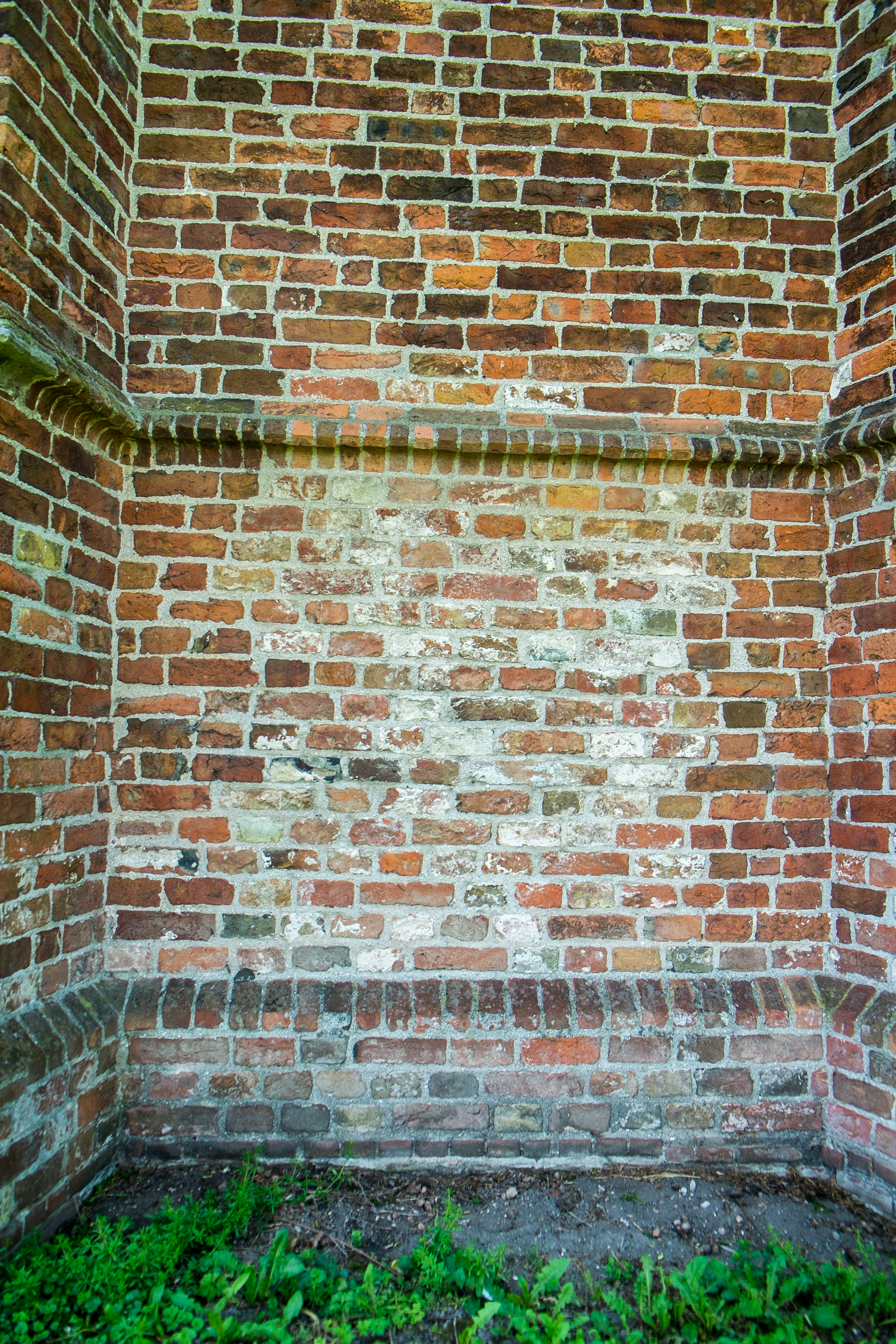
Oostzijde koor, waar vroeger het deurtje zat (te zien aan metselsporen)
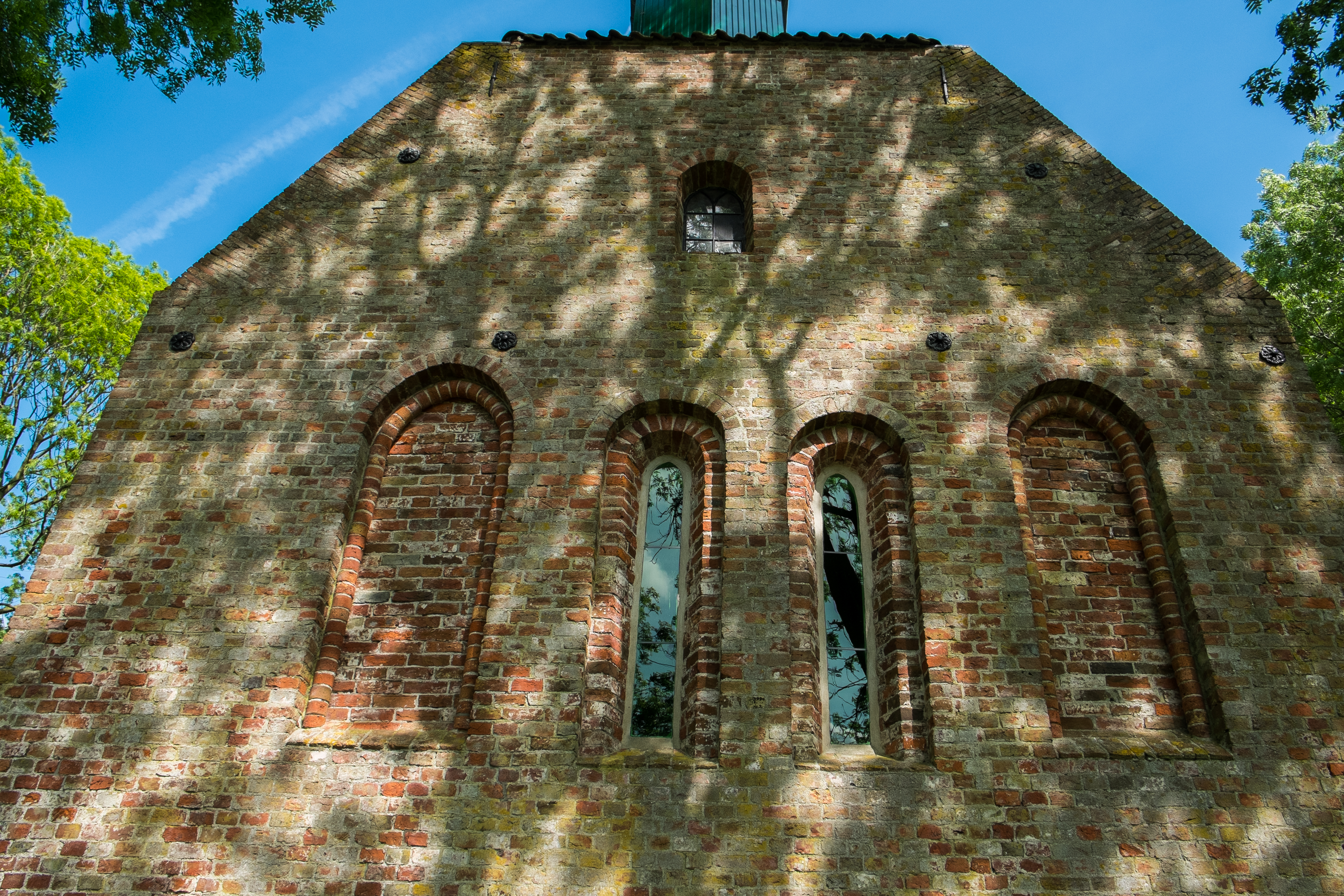
Noordelijk deel van de bij de restauratie ontpleisterde westmuur

### Latere restauraties
De kerk had bij de restauratie geen dakgoot gekregen, omdat destijds gedacht was dat dakgoten volgens de architecten niet pasten bij middeleeuwse kerken. Van tevoren had de kerk ook geen dakgoot gehad. Na de restauratie bleek echter dat er water via de uitstekende waterlijst naar binnen drong via de muur en de interne muurbepleistering aantastte, waardoor er in 1983 voor 80.000 gulden aan herstelwerkzaamheden aan de kerk moest worden gepleegd. Toen werd de kerk ook voorzien van dakgoten. Van 1991 tot 1992 vonden opnieuw herstelwerkzaamheden plaats, waarbij de muur werd herbepleisterd en ornamenten en schilderingen werden bijgewerkt. Ook in 1999 vond een herstelbeurt plaats. In 2012 werd opnieuw een grote restauratie uitgevoerd, die ditmaal echter vooral het interieur betrof.

## Interieur

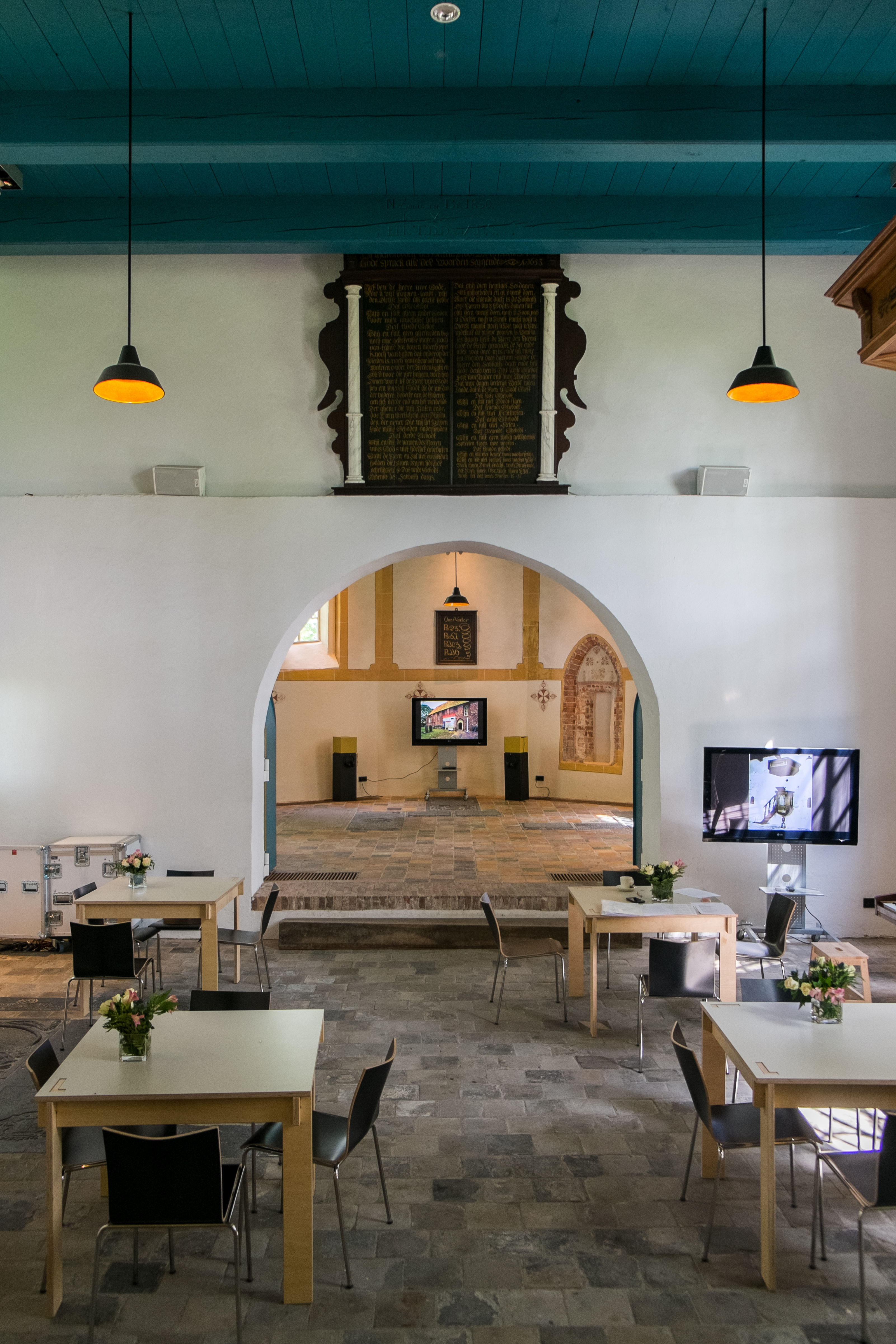
Interieur vanuit het schip naar het koor met ertussen de scheidingsmuur. Op het verspringende deel van de scheidingsmuur staat het tiengebodenbord. Op de balk in de zoldering voor het tiengebodenbord staat het jaartal 1830.

### Indeling

#### Scheiding tussen koor en schip
Waarschijnlijk vormden het schip en koor oorspronkelijk een grote ruimte met dezelfde kleurstelling in het interieur, waarbij de vensters waarschijnlijk rood waren gesausd. Dit is wordt onder andere afgeleid aan resten van rode saus en pleisterwerk op een venster en de ingang in het westelijke en oorspronkelijke deel van de noordmuur. Kort na de herbouw werd rond 1550 een scheidingsmuur (koorafscheiding) gebouwd van ongeveer 4 meter hoog tussen koor en schip met in het midden een brede ronden triomfboog van 3,5 meter hoogte. Steensma denkt dat de 'enige verklaring' voor de bouw hiervan kan zijn geweest dat men destijds een goede achtergrond wilde voor de plaatsing van 2 zijaltaren die waarschijnlijk in het schip hebben gestaan. Vermoedelijk waren de beide altaren gewijd aan de heilige Jozef en Maria. In de noordwand van het koor bevinden zich een nisje en de hagioscoop die mogelijk ook samenhingen met de plaatsing van een van beide zijaltaren. Het nisje diende mogelijk voor de plaatsing van ampullen met wijn en water. De scheidingsmuur werd later verhoogd tot aan het dak. De scheiding tussen het oude en nieuwe deel is te herkennen aan de scheiding waarop het tiengebodenbord staat. In de protestantse tijd werden de zijaltaren weggehaald en omgevormd tot grafzerken, die beiden nog in de kerk liggen. In de triomfboog werden later twee houten deuren geplaatst, die bij de restauratie van 1970 weer weggehaald zijn. De scheidingsmuur is de enige in Groningen die nog aanwezig is. Bij de restauratie van 2012 werden door de architect twee 'gouden deuren' in de rondboog geplaatst, waardoor kerk en schip weer als twee afzonderlijke ruimtes kunnen worden gebruikt.

#### Plafond en vloer
Het plafond bestond oorspronkelijk uit koepelgewelven. Bij de oorlogshandelingen begin 16e eeuw werden de gewelven waarschijnlijk verwoest. Sporen van deze gewelven zijn nog te zien in de noordmuur van het schip. Bij de herbouw werd gekozen voor een houten balkenzoldering. Deze zoldering werd geverfd in de kleur blauw (ook wel blauwgroen genoemd), die staat voor kuisheid, onschuld en oprechtheid en tevens een verwijzing naar de hemel lijkt te zijn geweest. Een Koninklijk Besluit uit 1828 vermeldt een bedrag van 900 gulden als toeslag voor het herstel van de kerk van Leegkerk. Midden op de balk in het schip vlak voor het koor staat het jaartal 1830. Vermoed wordt dat beide jaartallen wijzen op het feit dat de zoldering in 1830 werd vervangen door een nieuwe zoldering. De zoldering werd bij de restauratie van de jaren 1970 opnieuw in de oorspronkelijke blauwe kleur geschilderd. De zoldering is bereikbaar via een trap vanuit het koor en wordt gebruikt als opslag.
Bij de herbouw in de 16e eeuw kreeg de kerk een plavuizenvloer. Bij de restauratie van de jaren 1970 werd de kespenvloer van het kerkgebouw op de betonnen ringmuur geplaatst (zie exterieur). Bij eerdere restauraties was opgevallen dat beton de akoestiek deed verminderen. Daarom werd ervoor gekozen om de kespenvloer te bedekken met aangestampt zand, waarop de plavuizenvloer werd gelegd. Bij de restauratie van 2012 is er vloerverwarming onder gelegd.

### Koor
Het 16e-eeuwse koor bevat een aantal schilderingen en een drietal nissen die stammen uit de katholieke periode. Het koor is in de protestantse periode ingericht geweest voor het Avondmaal. Daaraan herinneren waarschijnlijk het 18e-eeuwse psalm- of avondmaalsbord en de 18e-eeuwse avondmaalstafel in het koor en het 17e-eeuwse tiengebodenbord voor de ingang (zie inventaris).

#### Schilderingen
De muren van het koor zijn met behulp van sjablonen versierd met schilderingen. Blijkens enkele aangetroffen sporen waren in het schip vroeger waarschijnlijk ook schilderingen. De schilderingen bestaan uit stroken imitatienatuursteen in gele oker en witte voegen. Aan bovenzijde zijn zwarte vlechtbanden
met rode bloemmotieven aangebracht. Deze bloemmotieven komen terug in de boogvelden van de nissen. Daarnaast zijn er ook een drietal wijdingskruisen aangebracht in de muren. Dergelijke kruisen werden aangebracht tijdens het bezoek van een hoge geestelijke om de kerk (weer) in gebruik te stellen, in dit geval waarschijnlijk ter gelegenheid van de voltooiing van de herbouw, want de schilderingen dateren uit het tweede kwart van de 16e eeuw. In de protestantse periode werd in elk geval een van de kruisen overdekt met pleisterwerk. Bij de restauratie van de jaren 1970 werden alle voor zover bekende schilderingen zorgvuldig gerestaureerd.

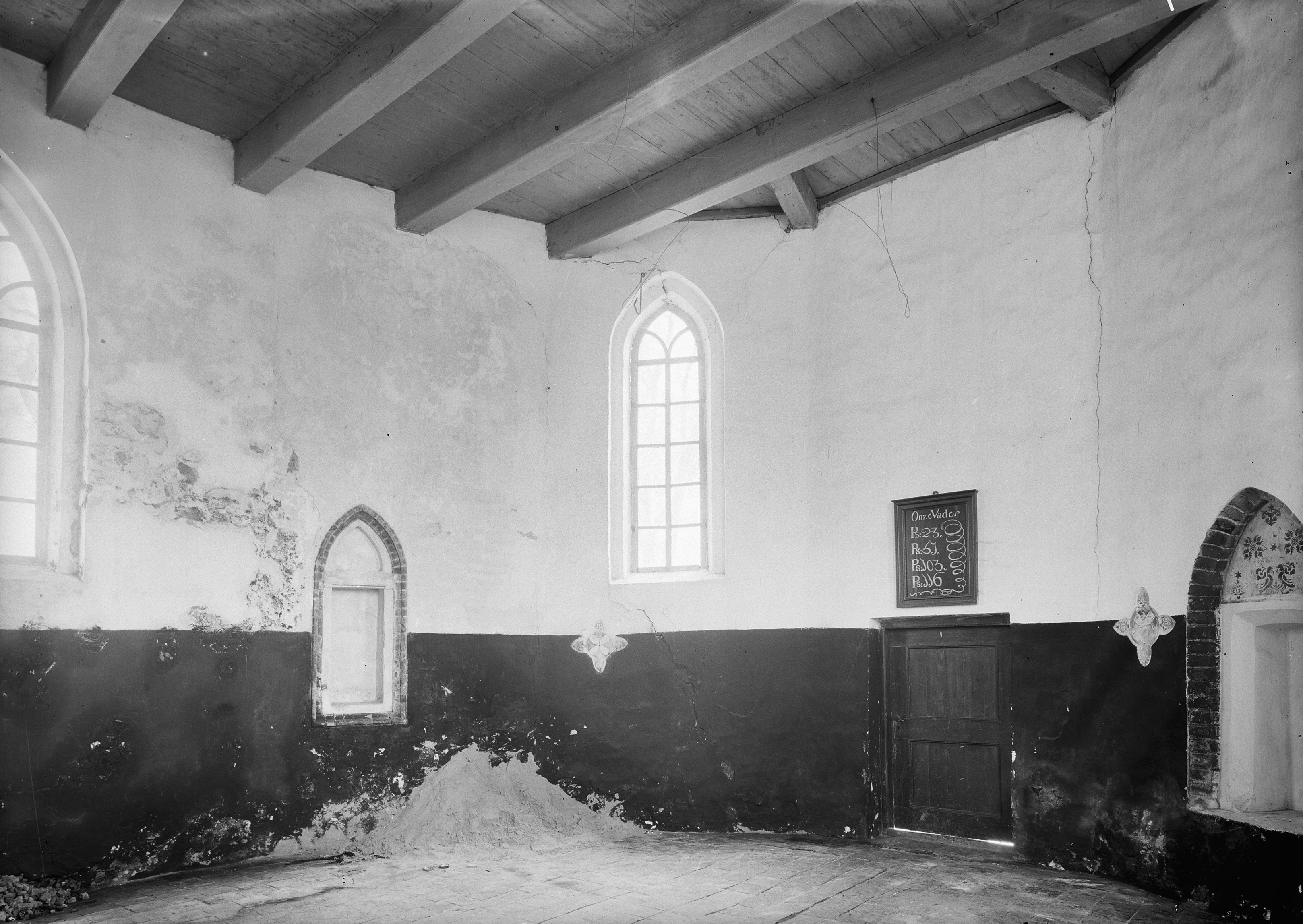
Deel van het koor met het vroegere deurtje (1942)
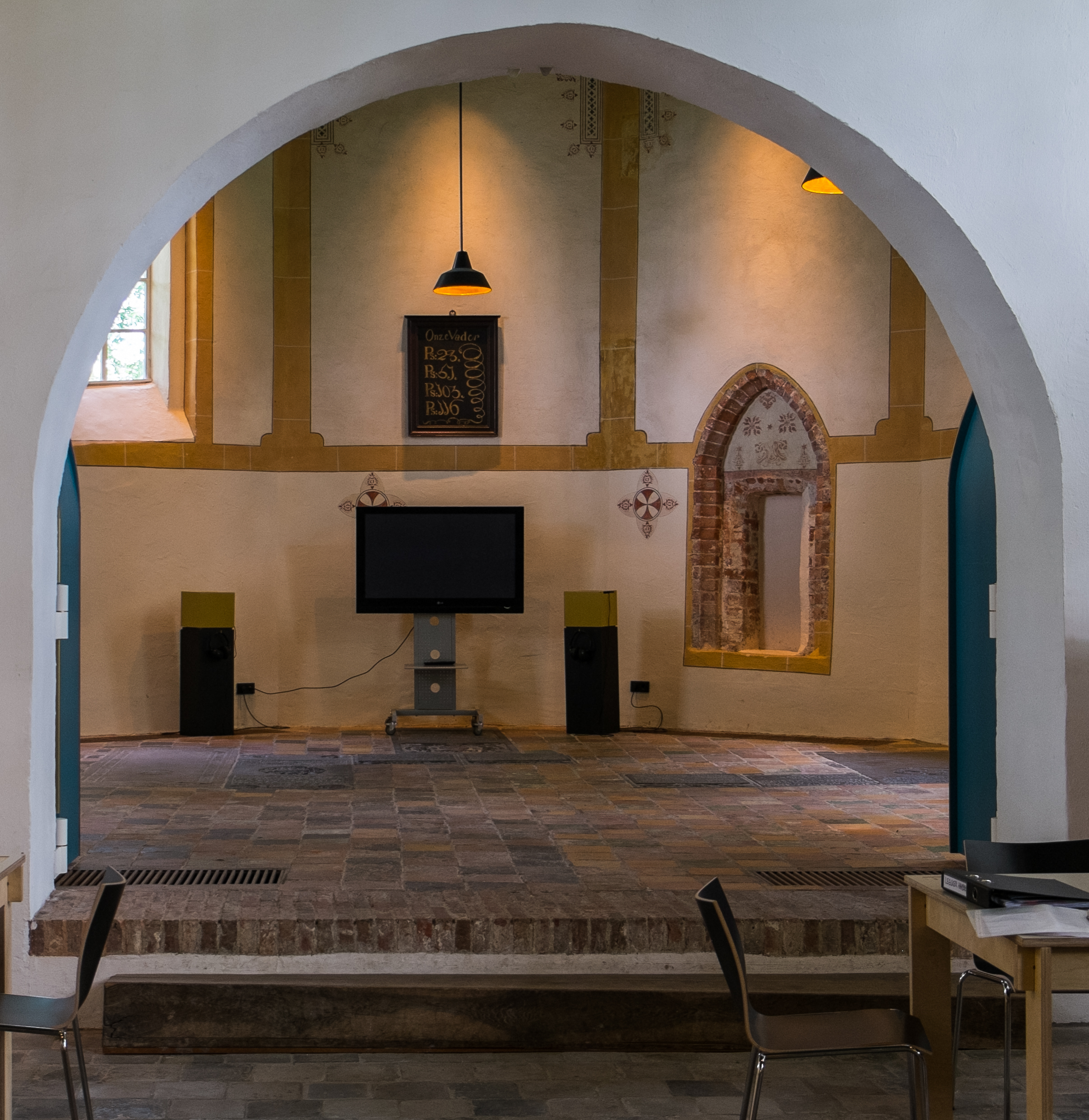
Doorkijk naar het koor met aan weerszijden de blauwe deurkasten, op de achtergrond het avondmaalsbord en de piscina
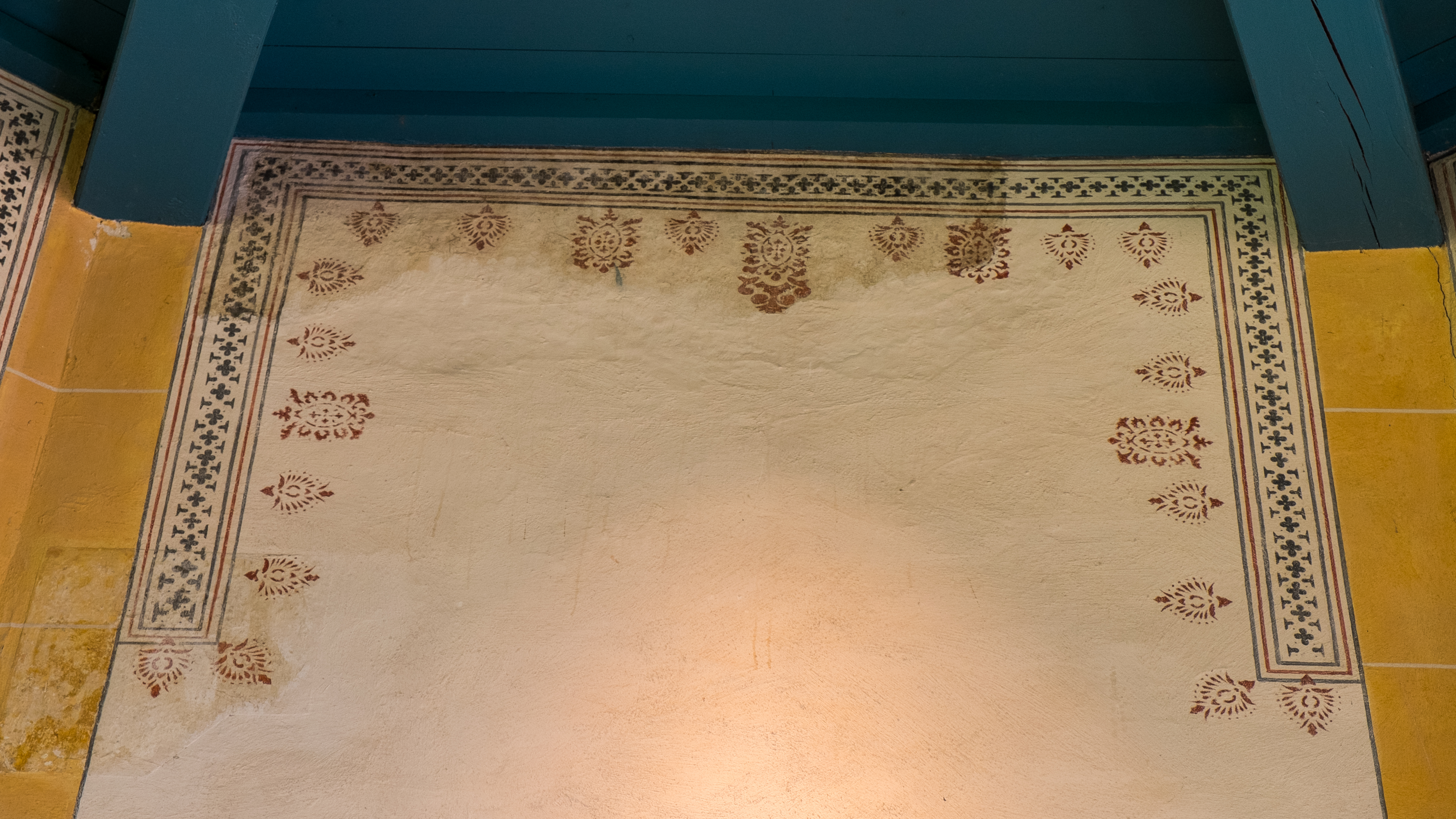
Ornamentale versieringen aan bovenzijde van het koor
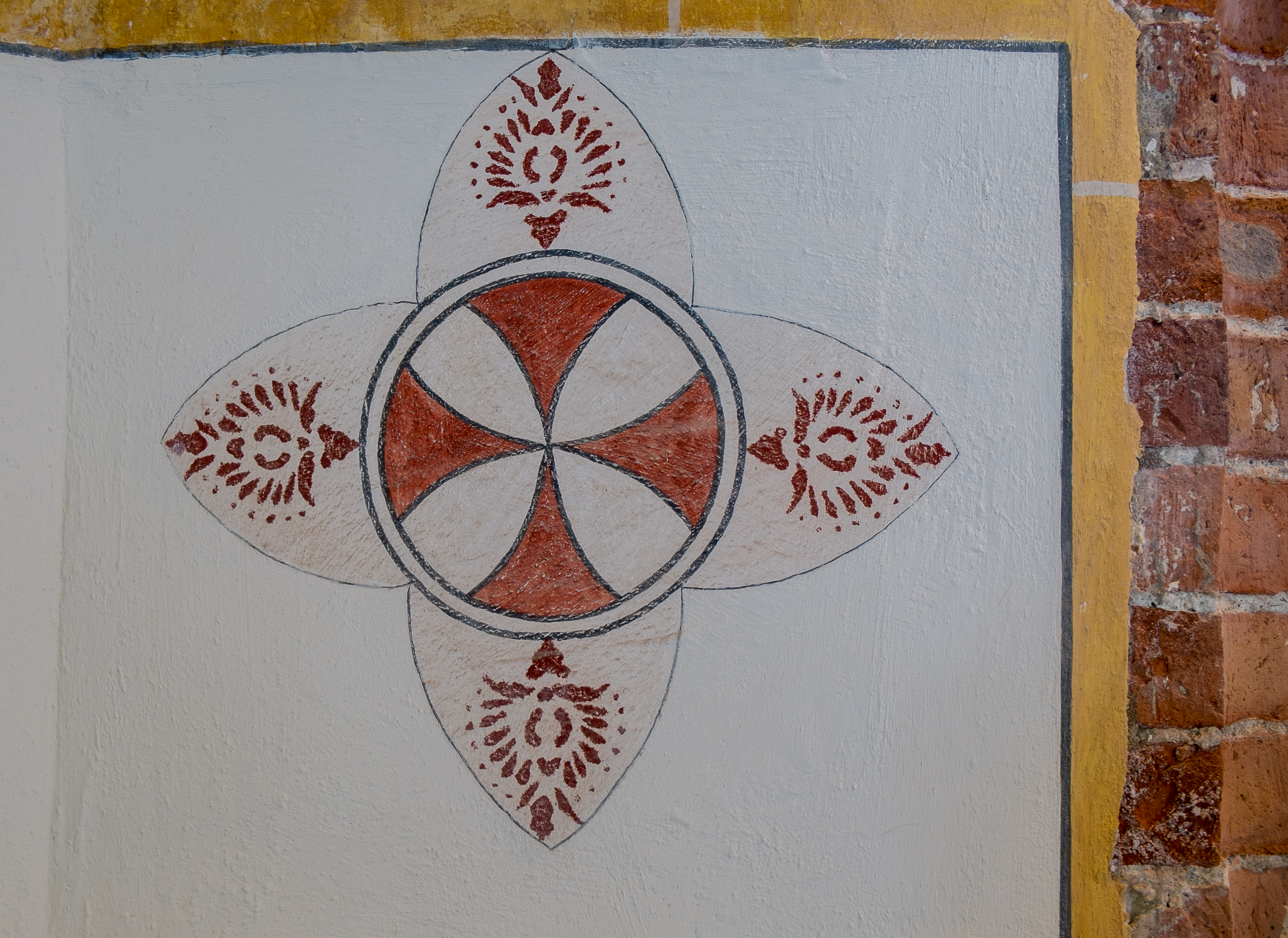
Wijdingskruis

#### Nissen
De nissen bestaan uit een sacramentsnis, een piscina en een zogenoemde ampullennis. De nissen zijn in spitsbogen gevat.
De sacramentsnis bevindt zich aan noordzijde van het koor, de plek waar vroeger de hostie werd bewaard. De nis heeft een omlijsting van baksteen met een rondstaaf. De omlijsting is rijker geprofileerd dan de omlijsting van de piscina. Steensma vermoedt dat men de betekenis van de sacramentsnis destijds groter achtte dan die van de piscina. De boogvulling van de sacramentsnis was vroeger mogelijk op dezelfde wijze beschilderd als de boogvulling van de piscina, maar bestaat nu echter uit kale baksteen. In de sacramentsnis is een natuurstenen kastje ingebouwd voor het bewaren van de hostie. Dit kastje bevat nog de sponningen en gaten voor het hang- en sluitwerk. Een bijzonderheid van het kastje is de aanwezigheid van gleuven halverwege waarop een plank geschoven kon worden om er meer vaatwerk in te kunnen plaatsen. Deze situatie is nog te zien in bijvoorbeeld de (Sint-Andreas)kerk van Haddeby in de Duitse deelstaat Sleeswijk-Holstein.
De piscina is ingebouwd in de zuidoostmuur, de gebruikelijke plaats hiervoor. Op deze plek aan zuidzijde van het (hoofd)altaar werd vroeger de kelk gevuld. De piscina behoort tot een afwijkend type dat alleen voorkomt bij vijf kerken in het Westerkwartier; namelijk Leegkerk, Niebert, Nuis, Noordhorn en Visvliet, alsook in de Catharinakerk in Roden. Kenmerkend hiervoor is dat de piscina bestaat uit een nis in de vorm van een segmentboog binnen een grotere muurnis in de vorm van een spitsboog. Boven de spitsboog bevindt zich de boogvulling, die is beschilderd met motieven van planten en twee tegenover elkaar geplaatste fabelvogels. Leegkerk is de enige plek in Groningen waar dergelijke schilderingen bewaard zijn gebleven. De piscina heeft als omlijsting een baksteenkleurige band met witte schijnvoegen.
Aan oostzijde van de piscina bevindt zich een zogenoemde 'ampullennis', waar – zoals de naam al aangeeft – vroeger waarschijnlijk de ampullen met water en wijn werden bewaard. Dergelijke nissen komen binnen de provincie Groningen verder alleen voor in Siddeburen en Winsum.

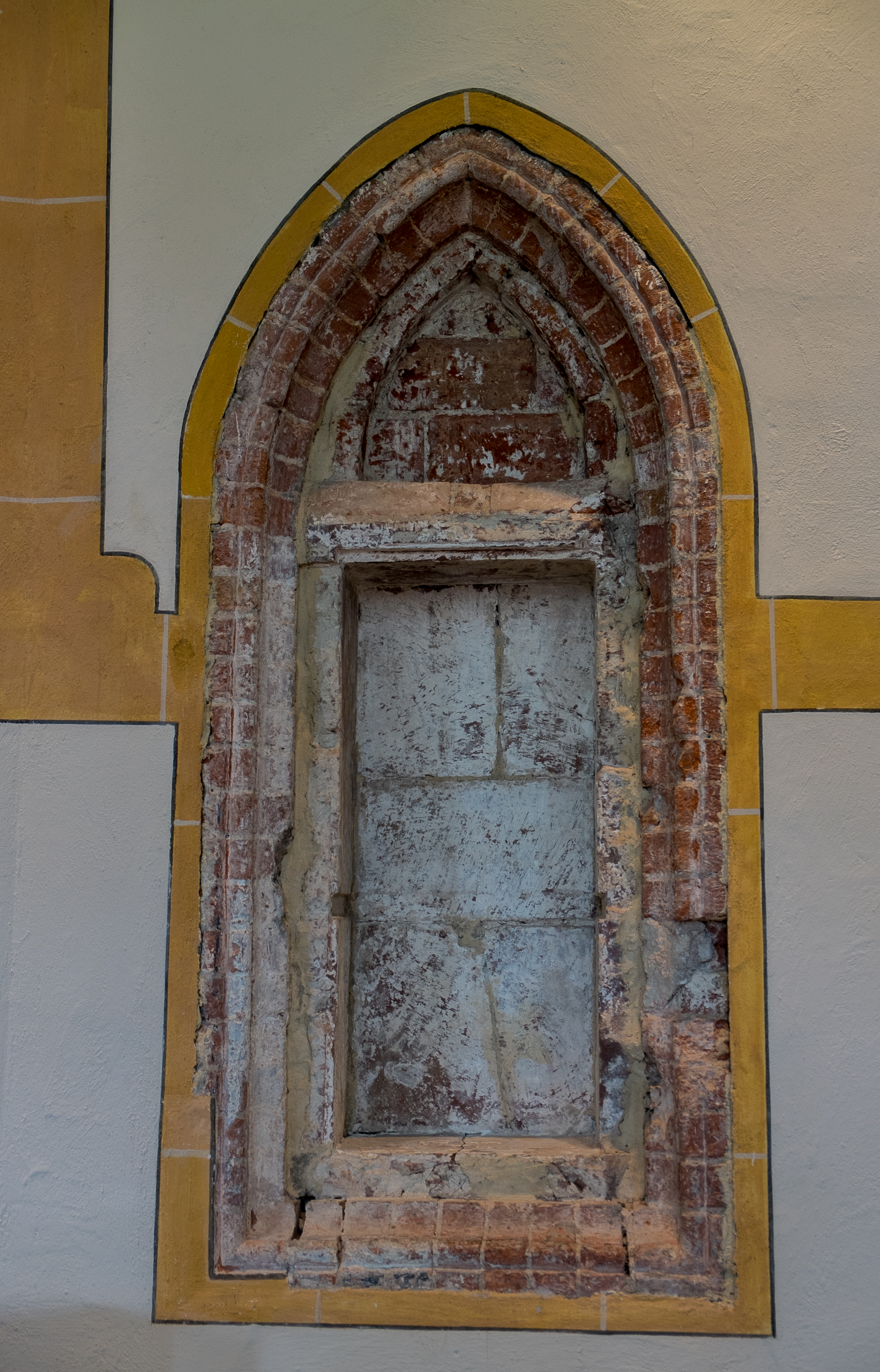
Sacramentsnis
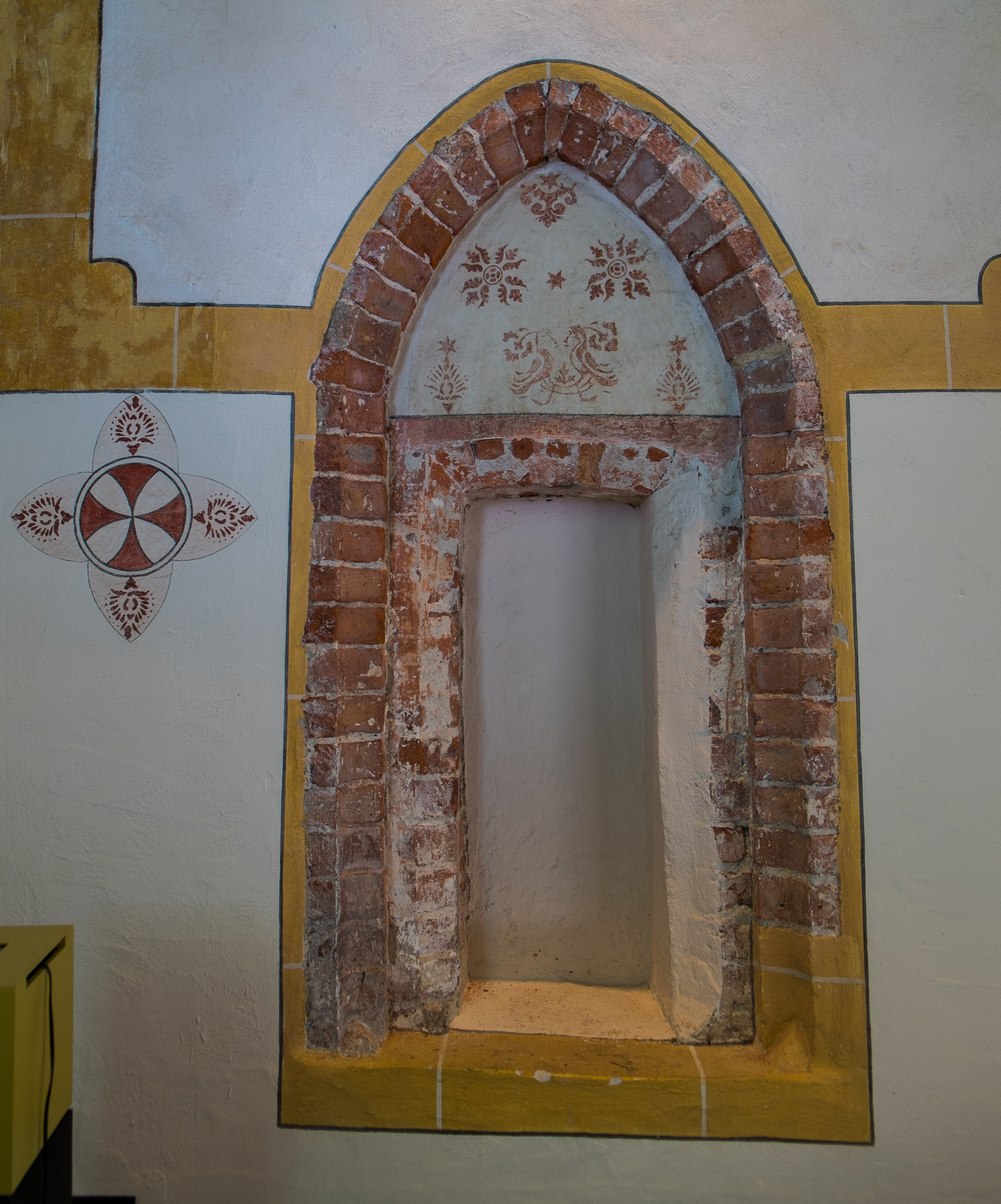
Piscina
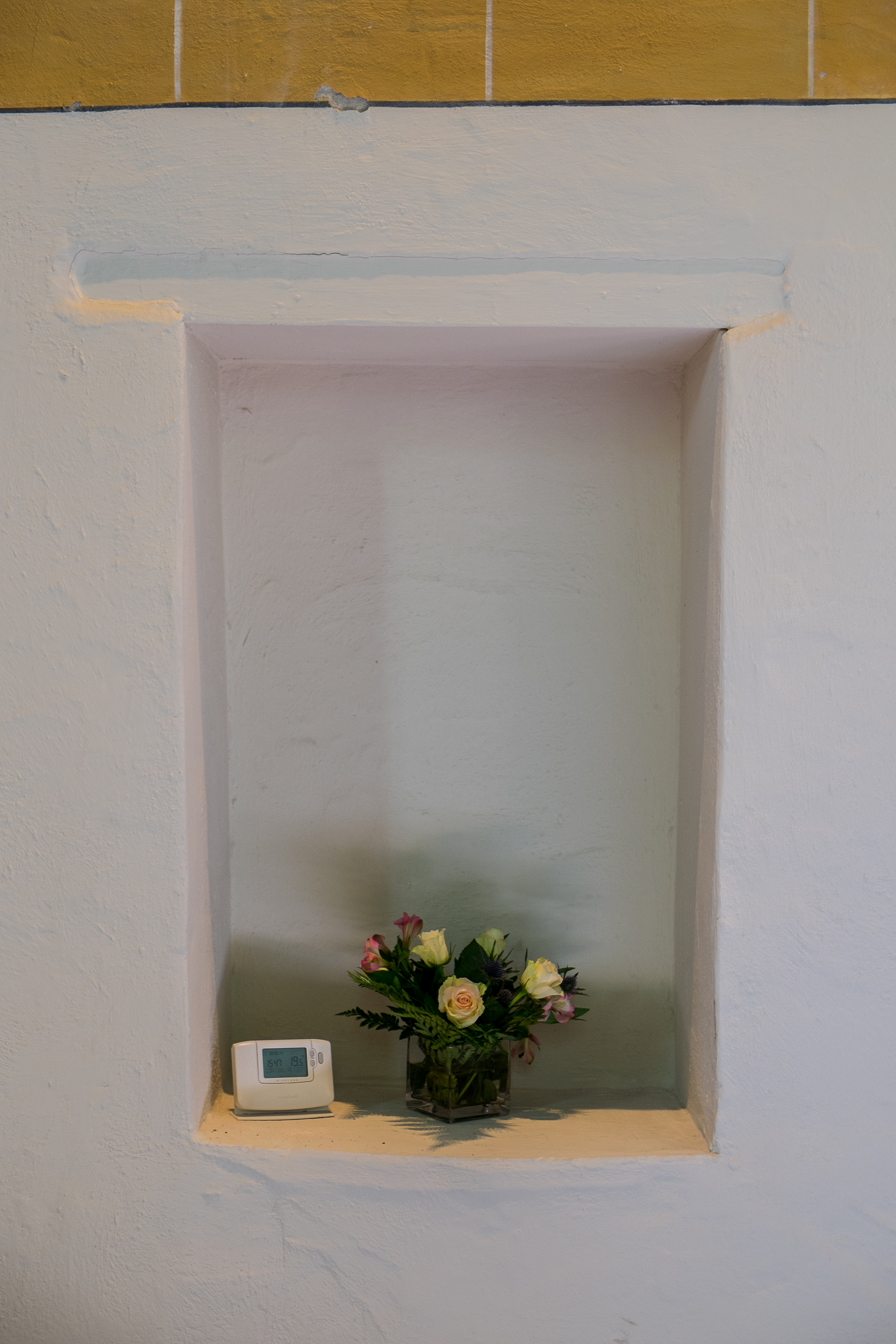
Ampullennis

### Schip

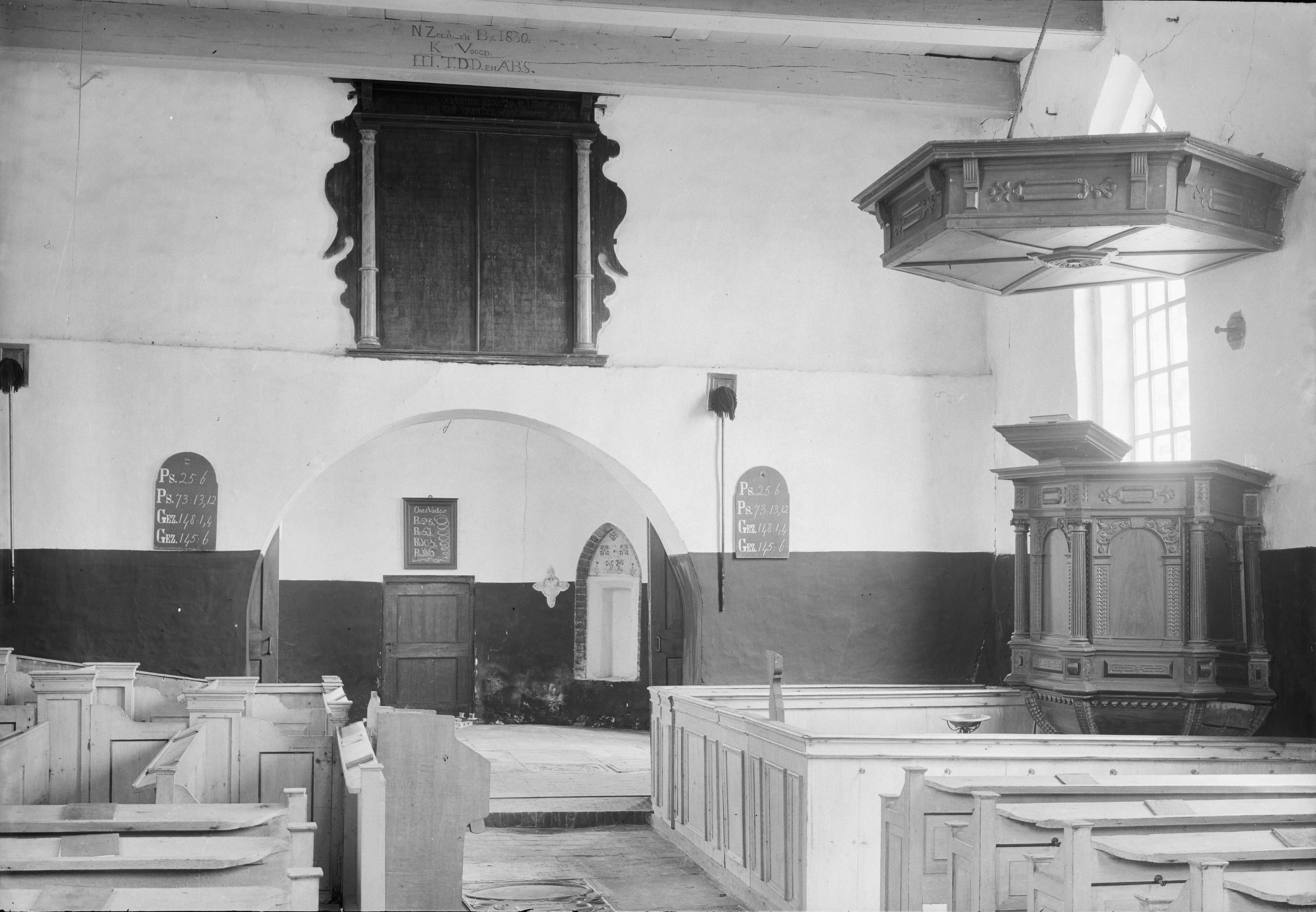
Interieur vóór de restauratie van de jaren 1970 (1942). In het gangpad staat het vroegere harmonium. Alle kerkbanken en het doophek zijn sindsdien uit de kerk verdwenen.

De kerk was oorspronkelijk gericht op het koor, waar het hoofdaltaar zich bevond. Daarvoor bevond zich de ambo (preekstoel), die aan beide zijden van het koorhek was geplaatst; aan noordzijde voor het evangelie en aan zuidzijde voor het epistel. In de protestantse periode werd het schip ingericht voor de eredienst en het koor voor het avondmaal. Het achterste deel van het schip is waarschijnlijk een tijdlang als school gebruikt. De preekstoel werd in de protestantse periode aan zuidzijde gehandhaafd, hetgeen waarschijnlijk te maken heeft met de grotere inval van het licht aan zuidzijde. In de 17e eeuw kreeg de kerk onder andere een nieuwe preekstoel, avondmaalsbekers en een doopbekken. Waarschijnlijk eind 18e eeuw werden nieuwe grenen kerkbanken, herenbanken, kerkenraadsbanken en een doophek geplaatst in het schip.
Bij de restauratie in de jaren 1970 bleek dit 18e-eeuwse bankenplan deels zwaar gehavend. Besloten werd om, op de avondmaalstafel na, alle 18e-eeuwse banken uit de kerk te slopen, omdat restauratie te duur werd geacht. Berghuis merkte hierover in 1974 op dat de authentieke sfeer hierdoor wel uit de kerk was verdwenen. In een ingezonden brief in het Nieuwsblad van het Noorden in 1975 stelde een schrijver het nog iets kritischer: "De kerken van Obergum en Leegkerk zien eruit alsof alleen de preekstoel de "binnenbrand" heeft overleefd". Deze handelwijze werd in die tijd meer toegepast, maar zou tegenwoordig niet meer op deze wijze gebeuren. In plaats van de banken werden verplaatsbare houten klapstoeltjes in de kerk geplaatst, waardoor de kerk ook voor andere doeleinden kon worden gebruikt. De 17e-eeuwse preekstoel, een tiengebodenbord, een psalmbord en de 18e-eeuwse avondmaalstafel werden gerestaureerd. De preekstoel werd verplaatst naar de noordkant omdat de leden van de kerkgemeente van de Vrijzinnige Hervormden Hoogkerk dan niet tegen de zon in hoefden te kijken en omdat gedacht werd dat de preekstoel beter de kale noordmuur kon 'verlevendigen' en daar beter tot zijn recht kwam dan dat deze tussen de beide vensters van de zuidmuur bleef staan.
In de jaren 2000 werd besloten tot een nieuwe inrichting van de kerk. De aanleiding hiervoor vormde het feit dat de kerk centraler kwam te liggen door de bouw van de Tichelwerkbrug (een fietsbrug) over het Aduarderdiep, in het kader van de aanleg van een 'superfietsroute' tussen Groningen en het Westerkwartier in 2009. De hoop was dat de kerk hierdoor meer bezoekers zou trekken. Om deze bezoekers beter te accommoderen en om de kerk beter in te richten voor meerdere functies werd onder andere besloten tot het opnemen van een toilet en een keukentje in de kerk, tot het isoleren van de zoldering, het aanleggen van vloerverwarming en het plaatsen van een nieuwe verwarmingsinstallatie. De totale kosten van de restauratie bedroegen 300.000 euro, waarvan 150.000 euro werd betaald uit het EU-fonds Vitaal Platteland (onderdeel LEADER).
Voor de herinrichting van de kerk werd in 2009 de Antwerpse architect Jan Verrelst van architectenbureau AWG aangetrokken. Verrelst ontwierp een goudkleurige kubus van zes bij zes meter waarin een toilettenblok, keukentje, voorraadkast en opslag werden ondergebracht. De goudkleur is geïnspireerd aan herinneringen van de architect aan onder andere de gouden schrijn. De kubus werd voor de standvink achter in het schip geplaatst; vrij van de wand om zo een grotere ruimtelijke beleving te bereiken. Via een trap kunnen bezoekers op de kubus klimmen en vanaf het balkon boven op het interieur en de omgeving van de kerk (via de ramen) bekijken. Rond dit balkon is een permanente expositie over kerk en omgeving ingericht. De kubus is verplaatsbaar en kan ook weer uit de kerk gehaald worden. Een soortgelijk iets is toegepast in Kerk van Klein-Wetsinge door Jelle de Jong architecten. Om de nagestreefde multifunctionaliteit te bereiken liet Verrelst verder eveneens goudkleurige 'deurkasten' plaatsen tussen koor en schip om de beide ruimtes afzonderlijk van elkaar te kunnen gebruiken als vergaderruimte en educatie-/expositieruimte en om extra bergruimte te creëren.
Bij de restauratie werd de preekstoel teruggeplaatst naar haar oude plek aan zuidzijde van de kerk. De klapstoeltjes werden verkocht via Marktplaats en vervangen door nieuw meubilair.
De interne verbouwing van 2012 leverde de publieksprijs op in de categorie herbestemming bij de Grote Groninger Gebouwenenquête van 2013. De kerk staat ook vermeld als een van de 30 gebouwen in het Jaarboek Architectuur in Nederland 2013/2014.

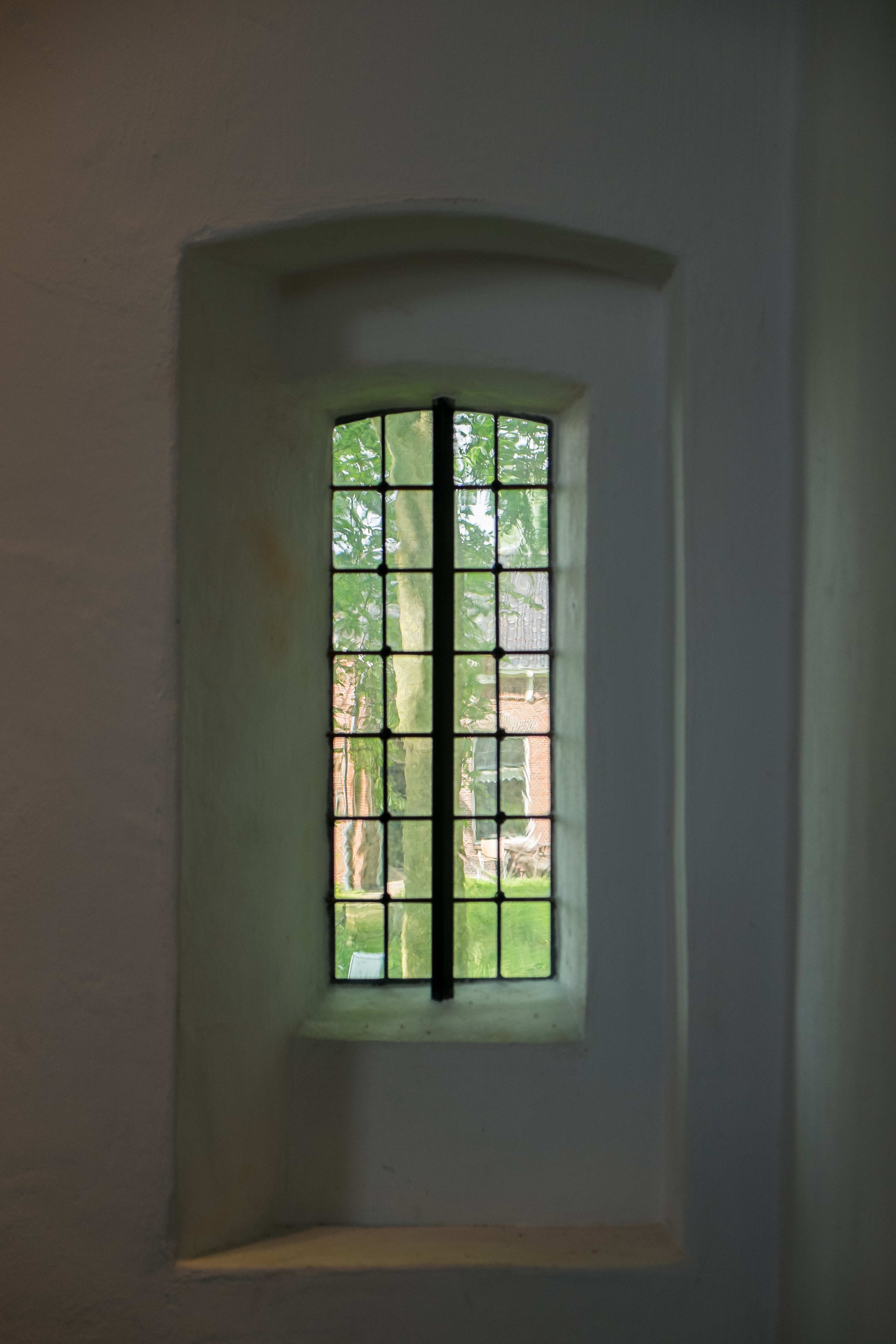
Binnenzijde hagioscoop
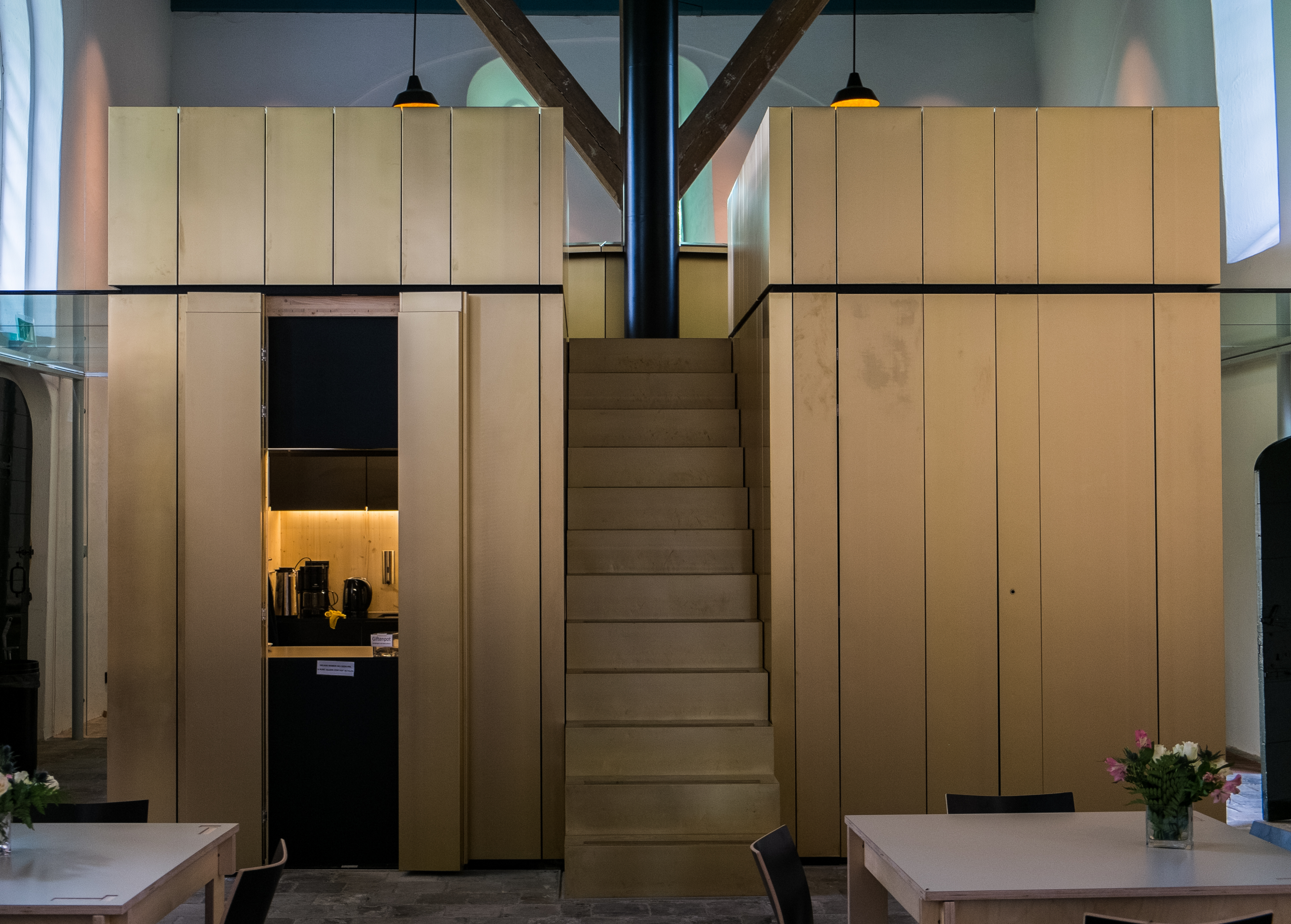
De 'gouden kubus' met links het keukentje. Aan weerszijden bevinden zich glazen deuren. Op de achtergrond de standvink waarop de dakruiter rust.

## Inventaris

### Preekstoel
De preekstoel met bijbehorende lessenaar en klankbord werd blijkens een opschrift in december 1647 vervaardigd door J.A. Blickman. Blickman versierde de preekstoel met voor die tijd kenmerkende barokke elementen; ionisch gegroefde hoekzuiltjes met daartussen gesneden boogpanelen en cartouches. De preekstoel was oorspronkelijk niet geverfd op enkele sierdeeltjes en vullingen van de cartouches na, die zwart gebeitst waren om de suggestie van inlegwerk met ebbenhout te wekken. In de 18e eeuw werd de preekstoel geverfd en werd de tekst "Die in de sone gelooft sal leven 1736" erop geschilderd. Deze letters zijn door afbijtmiddel bij de restauratie van de jaren 1970 echter verdwenen. In 1867 werd een poot onder de preekstoel geplaatst en werd de huidige trap vervaardigd die ietwat afsteekt bij de preekstoel. De preekstoel werd bij de restauratie van de jaren 1970 gerestaureerd door een bedrijf uit Exmorra.

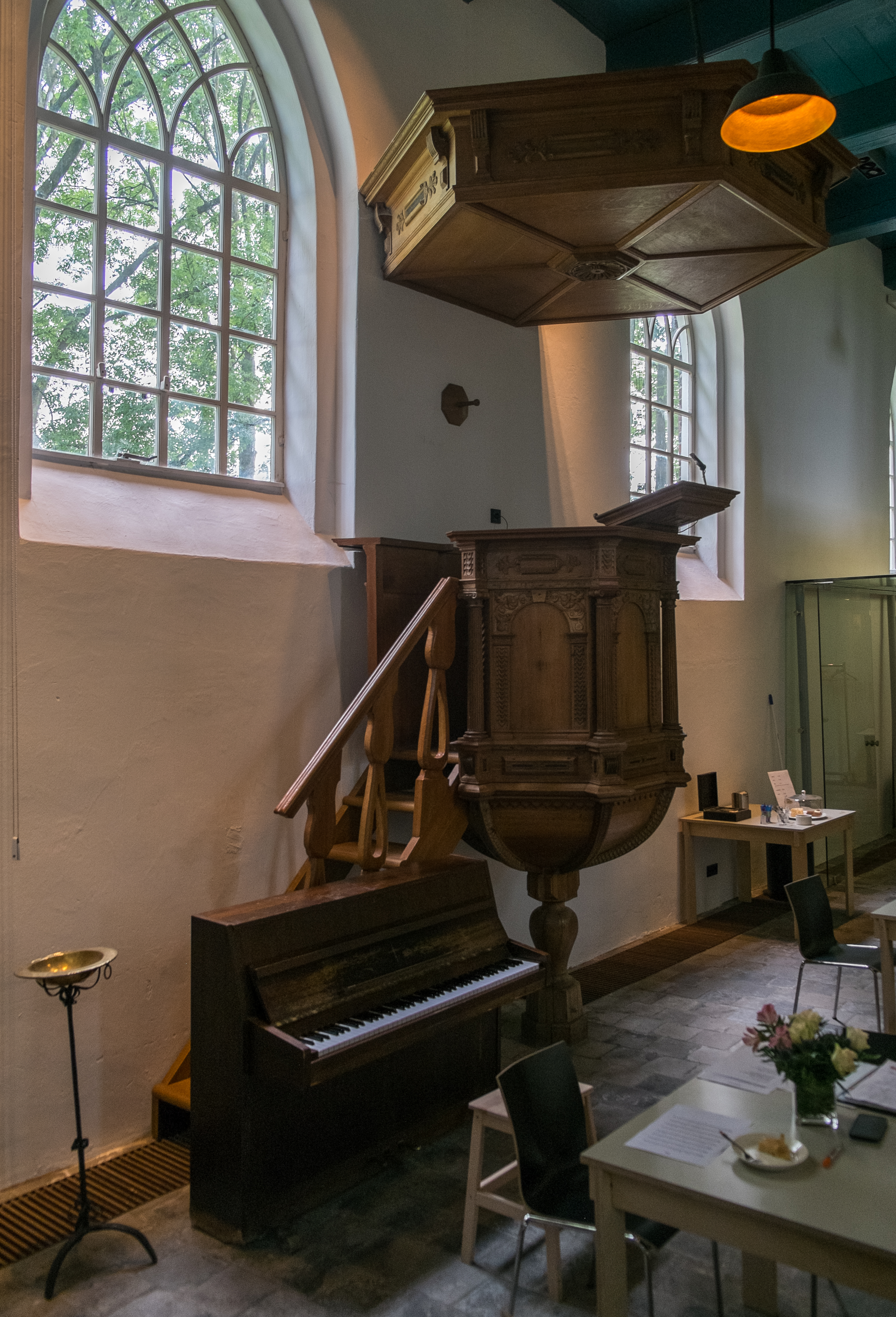
Preekstoel met klankbord en later gemaakte trap en poot. Linksvoor het huidige orgel en links het 17e-eeuwse doopbekken.
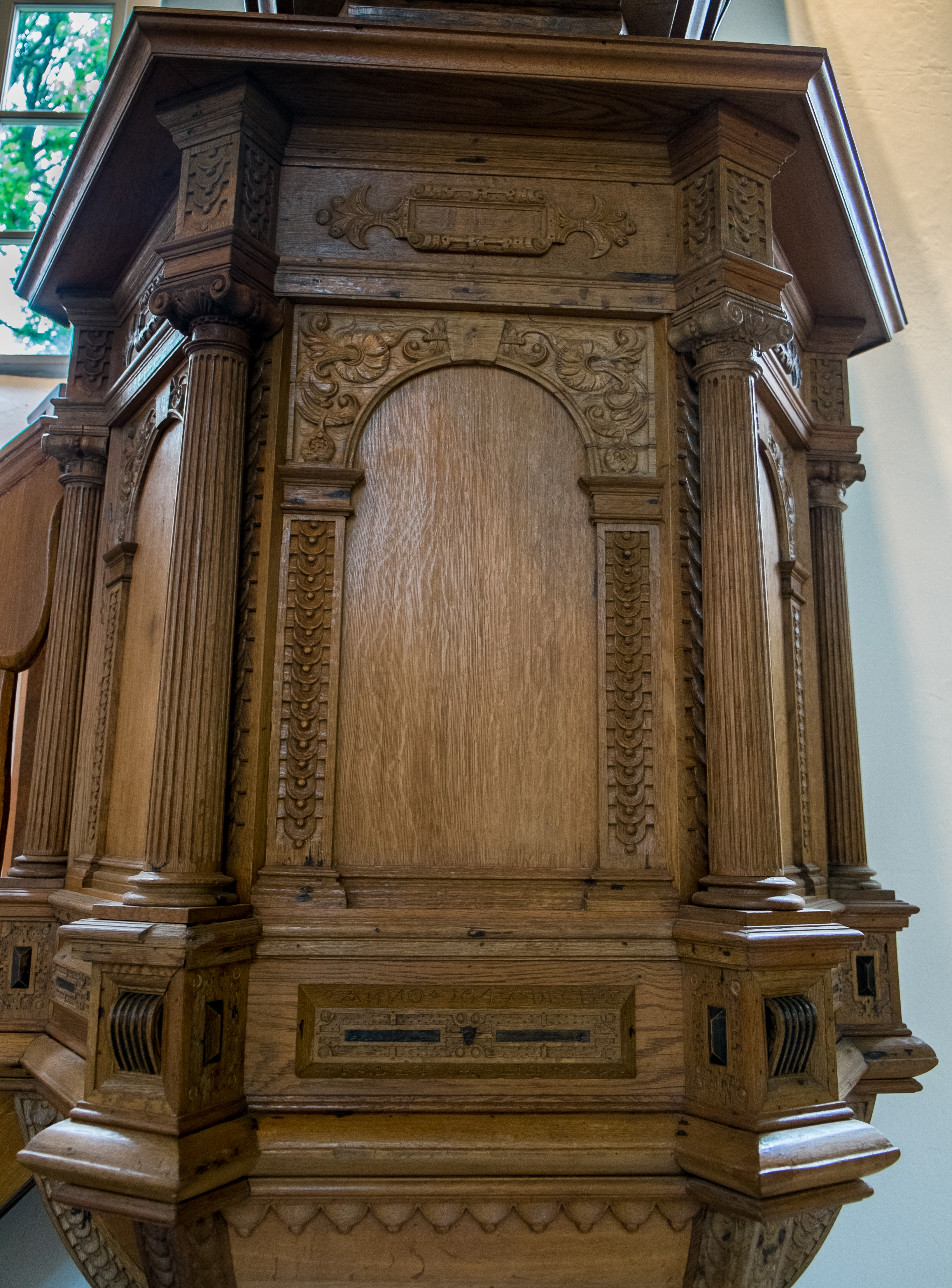
Een van de boogpanelen met cartouche
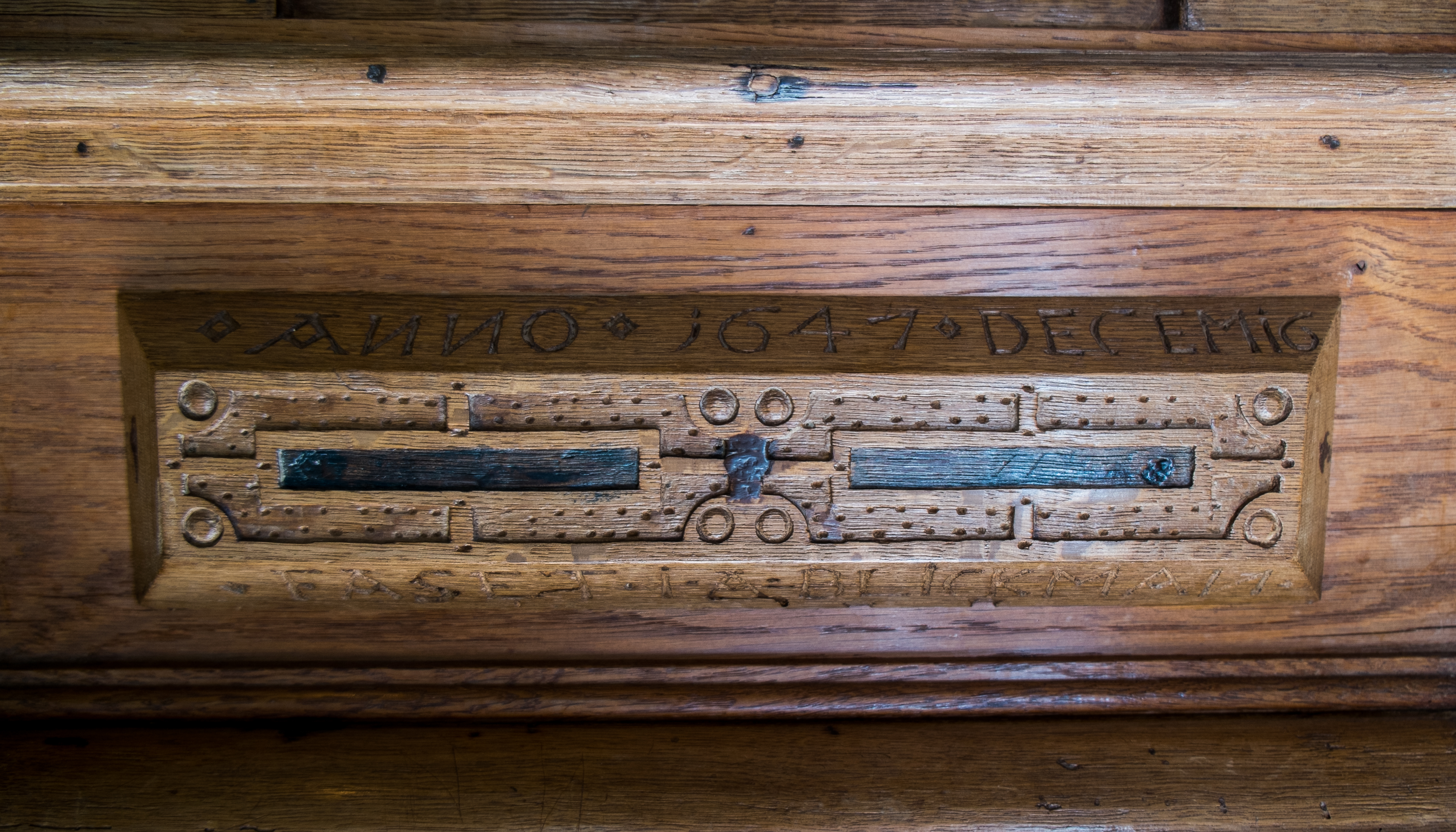
Opschrift van vervaardiger J.A. Blickman

### Avondmaalstafel
In het koor stond vroeger een laat-18e-eeuwse avondmaalstafel, die net als het tiengebodenbord geschilderd is in mahonie- en marmerkleur. Deze bevindt zich sinds de restauratie van 2012 elders.

### Tiengebodenbord
Boven de scheidingsmuur tussen koor en schip hangt een met gesneden klauwstukken versierd bord met de tekst van de "Die thien geboden des Heeren" en het jaartal 1653. Deze plek verwijst naar de avondmaalsviering die vroeger plaatsvond in het koor. Het bord is mogelijk bedoeld als rouwbord voor predikant Abelus Lamberti, die dat jaar overleed en tijdens wiens voorgangerschap ook de preekstoel werd geplaatst en een der beide avondmaalsbekers werd vervaardigd. De tekst op het bord komt bijna volledig overeen met de Statenvertaling van 1637. Het bord is uniek in Groningen. Het bord had oorspronkelijk een andere kleur. Later werden de klauwstukken en het lijstwerk beschilderd in imitatiemahonie en de zuiltjes in marmerkleur.

### Psalm- of avondmaalsbord
In het koor hangt een houten bord met het Onzevader met daaronder een viertal psalmen dat vermoedelijk dateert uit de tweede helft van de 18e eeuw. Dit bord wordt vaak 'psalmbord', 'liturgiebord' of 'avondmaalsbord' genoemd en is voor zover bekend uniek in Nederland, maar uit archiefonderzoek is gebleken dat er in ieder geval in de 17e eeuw ook drie 'taferielen daerop de psalmen, so tijtlix in 's Heren Avontmael gesongen worden, getieckent staen' in de Martinikerk hebben gehangen en mogelijk heeft men in Leegkerk daar dan ook inspiratie opgedaan voor dit bord. Het avondmaalsbord hing voor restauratie van de jaren 1970 aan de oostmuur van het koor en sinds de restauratie aan de zuidmuur van het koor. De naam avondmaalsbord is afgeleid van het feit dat het Onzevader en de vier psalmen (ps 23, ps 51, ps 103 en ps 116) in de 18e eeuw vaak werden gezongen tijdens het Avondmaal, dat toen vaak plaatsvond in het koor.

### Doopbekken
Tegen de zuidelijke wand staat een koperen doopbekken op een smeedijzeren standaard. Het doopbekken heeft het opschrift "DIT 1ST DOOPBECKEN VAN LEEGKERCKE, 1675. ESSE ENNENS DIEIAECKEN IN DER TIT." Dit jaartal is ook het overlijdensjaar van predikant Alexander Tilikingius. Mogelijk is het doopbekken naar aanleiding van zijn dood gemaakt, maar dit is niet bekend.

### Orgel
De kerk heeft eeuwenlang geen orgel gehad. In de 20e eeuw kreeg de kerk een harmonium, dat tot 1965 werd gebruikt. In 1990 werd een mechanisch kistorgel met 3 stemmen in de kerk geplaatst. Bij de restauratie van 2012 was er geen plaats meer voor het orgel en werd het in 2013 weggegeven aan de stichting 'Schola Liturgica'. Ter vervanging werd een klein verrijdbaar orgeltje in de kerk geplaatst.

### Avondmaalsstel
Het avondmaalsstel van de kerk bestond vroeger uit twee avondmaalsbekers en twee avondmaalsborden, die zich allen elders bevinden:
- Een avondmaalsbeker zonder jaartal die wordt gedateerd rond 1645 en de afbeeldingen van de christelijke deugden standvastigheid, matigheid en hoop bevat. Deze beker zou zich nu bevinden in het museum Catharijneconvent
- Een avondmaalsbeker uit 1659 met het opschrift "KERCKENBEECKER VAN LEEGHKERCKE. PASTORE ALEXANDRO TILIKINGIO, CLAES JANSEN ENDE LIPPE HEINENS KERCKVOOGDEN ZYNDE, 1659." en de afbeeldingen van de christelijke deugden standvastigheid, matigheid en gerechtigheid en een drietal adelaars in verschillende houdingen. Deze beker wordt elders bewaard.
- Twee avondmaalsborden met geprofileerde rand uit de 19e eeuw. Deze zijn eveneens in bruikleen bij het Catharijneconvent

### Statenbijbel
Tot de kerk behoort ook een Statenbijbel uit 1756 die momenteel eveneens elders bewaard wordt.

## Grafzerken

### In de kerk
De kerkvloer bevat een twintigtal grafzerken. Het betreft zonder uitzondering predikanten, kerkvoogden, adellijken en rijke eigengeërfde boeren en hun vrouwen. De oudste grafzerk is die van de in 1610 overleden predikant Harmannus Theophilus. Deze zerk was van oorsprong een altaarmensa. Ook de andere altaarmensa is omgevormd tot grafzerk. De laatste grafzerk dateert uit 1811 en is van de vrouw van predikant Koiter. Een grafzerk uit 1674 ligt nu op het kerkhof. Bij de restauratie van de jaren 1970 werd ook een dubbelgraf aangetroffen in de kerk. De grafzerken werden bij deze restauratie herschikt, waarbij 8 in het schip werden gelegd en 11 in het koor. Deze indeling is bij de restauratie van 2012 weer ongedaan gemaakt toen de vloerverwarming werd aangelegd.
Een aantal grafzerken bevat stichtelijke grafdichten, die in verschillende varianten ook elders in de provincie voorkomen: 
| Het langste grafdicht staat vermeld op het graf van Jan Sinninghe van Hoogemeeden (overleden in 1806): | Op het graf van predikant Tilikingius (overleden in 1675) staan de afbeeldingen van een vrouwenhoofd, mannenhoofd, zandloper, doodshoofd, wapen met engel met in de rechterhand een fakkel en linkerhand die steunt op ruit met daarin een ster. De tekst op zijn graf luidt: | Het grafdicht van Simen Clasen (overleden in 1674) bevat naast zijn wapen (een boom op een terras waartegen een omgewend hert en een hond opspringen) ook het grafdicht: |
| De aarde die ik eertijds bouwde, Waarop ik 't grazend vee aanschouwde, Versorgde met een stage vlijt, Mijn vlees en been nu hier verslijt, Terwijl de Heer in 't beste mijne jaren Mij in dit graf doet nederdalen. Leert lezer die ik niet meer ken, haast zyt gy een lijk als ik nu ben. | Hier onderlicht een Predicant. Die welk sijn volk heeft ingeplant De regel van Godts wetten. Hoe wel sijn lichaam is nu Doot, Zijn ziel nochtans in Abrams schoot Zal daar sijn Ruste zetten.                                                                                 | Die nu op mi komen treden sien hier beneden en gedencken aen my Ick hebbe geweest als ghy                                                                                |

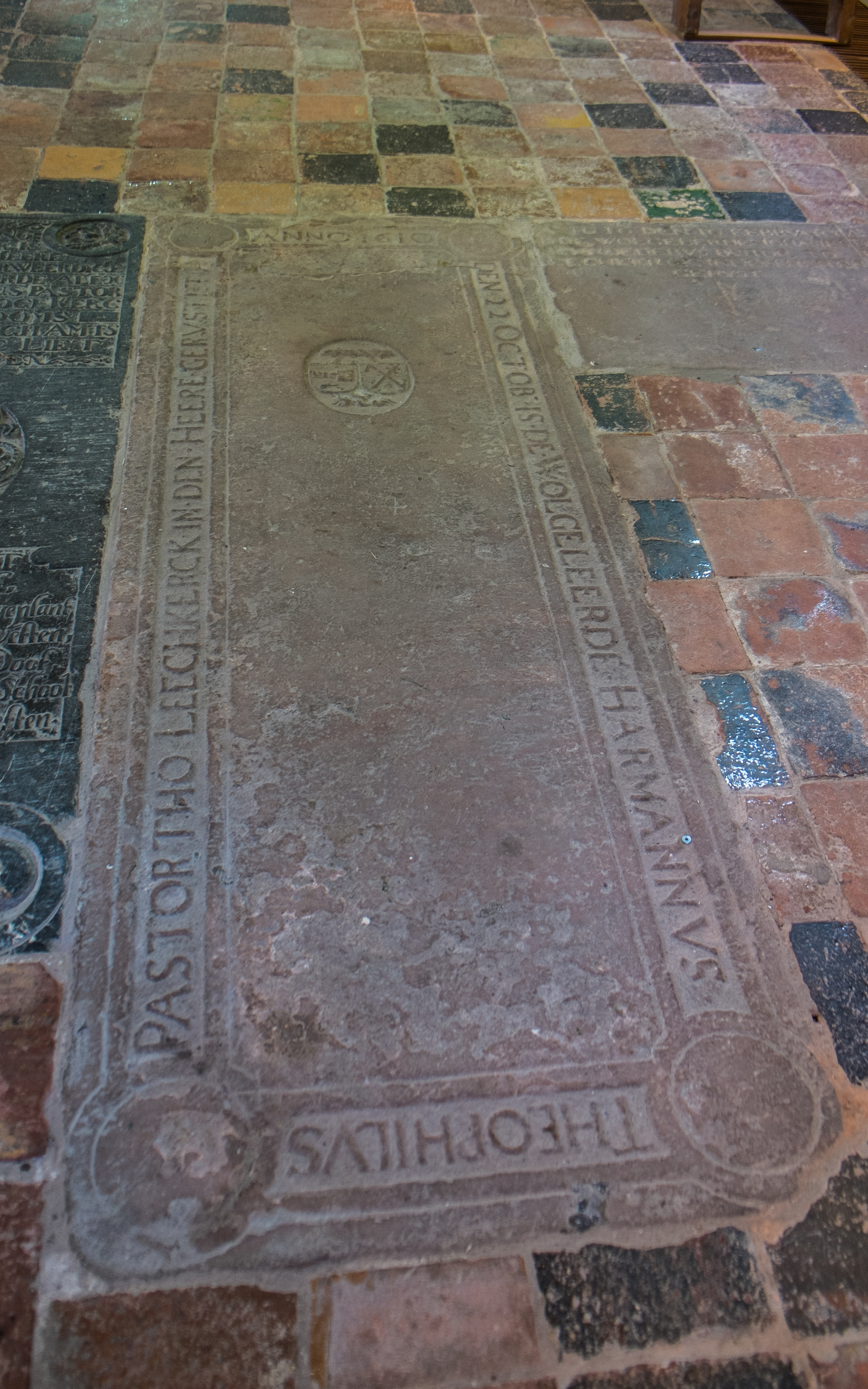
Grafzerk van predikant Harmannus Teophilus (overleden 1610), een voormalige altaarmensa.
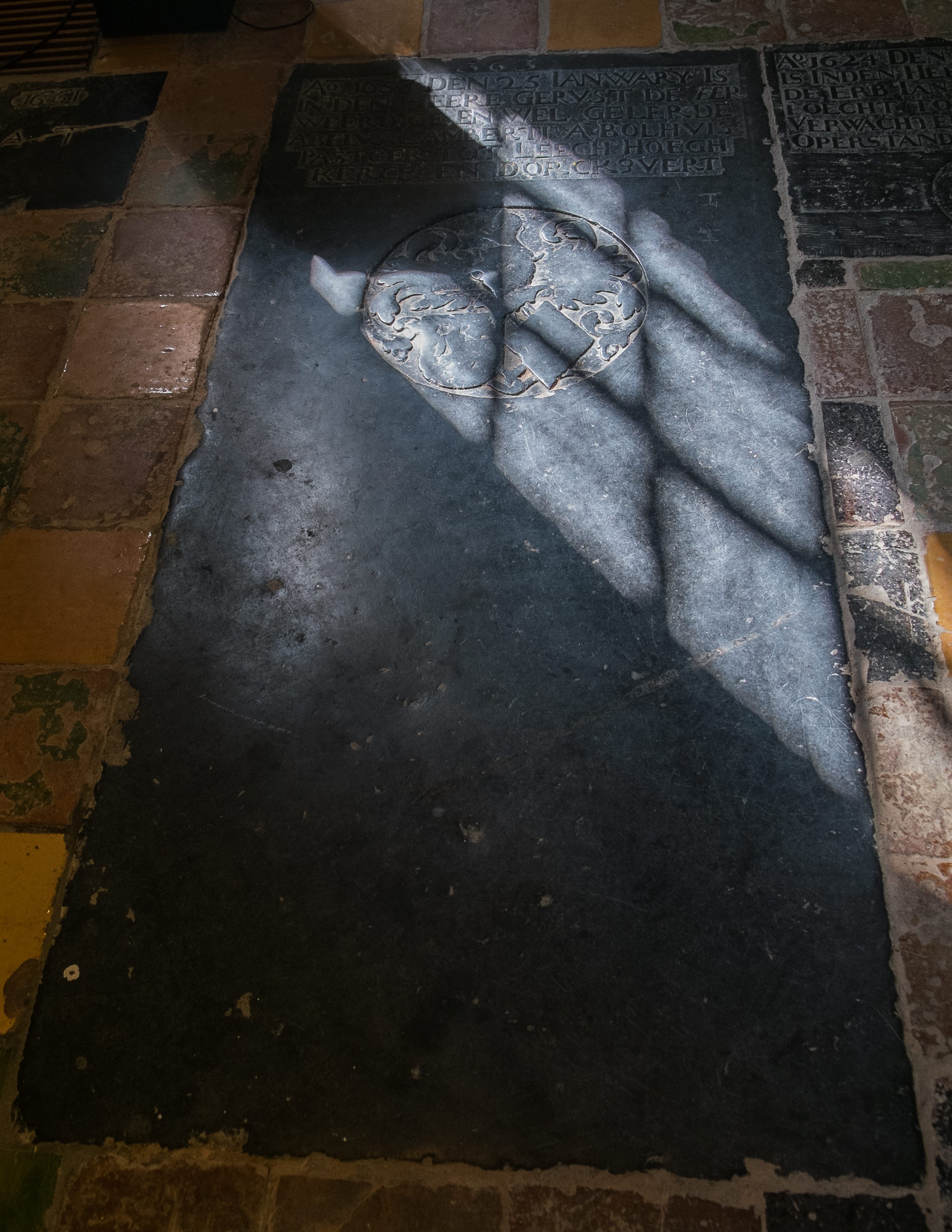
Grafzerk van predikant Abelus Lamberti van Bolhuis (overleden 1653), aan wie de preekstoel, een van de avondmaalsbekers en het tiengebodenbord worden verbonden
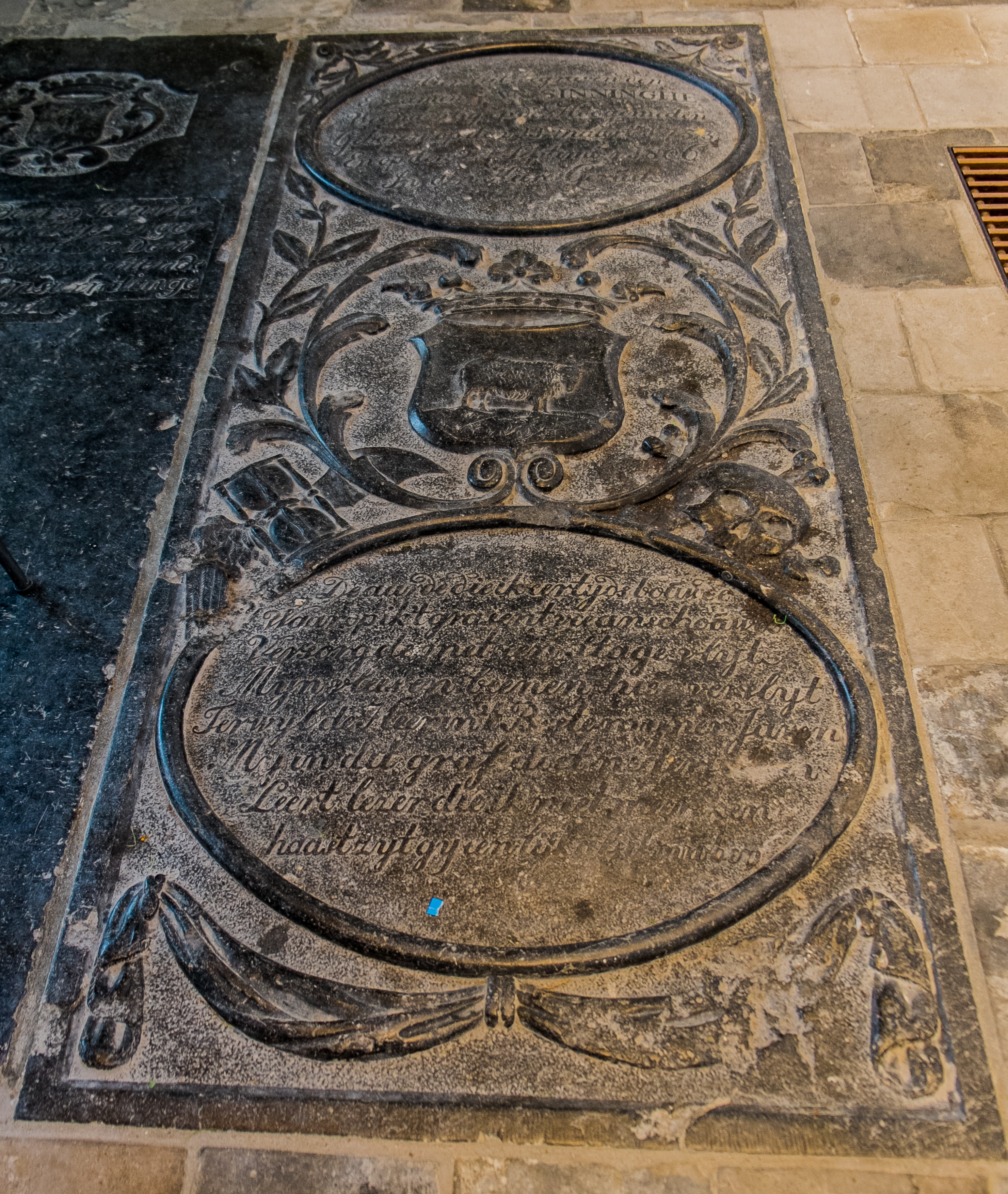
Grafzerk van landbouwer Jan Sinninghe (overleden 1806) met het langste grafvers

### Kerkhof

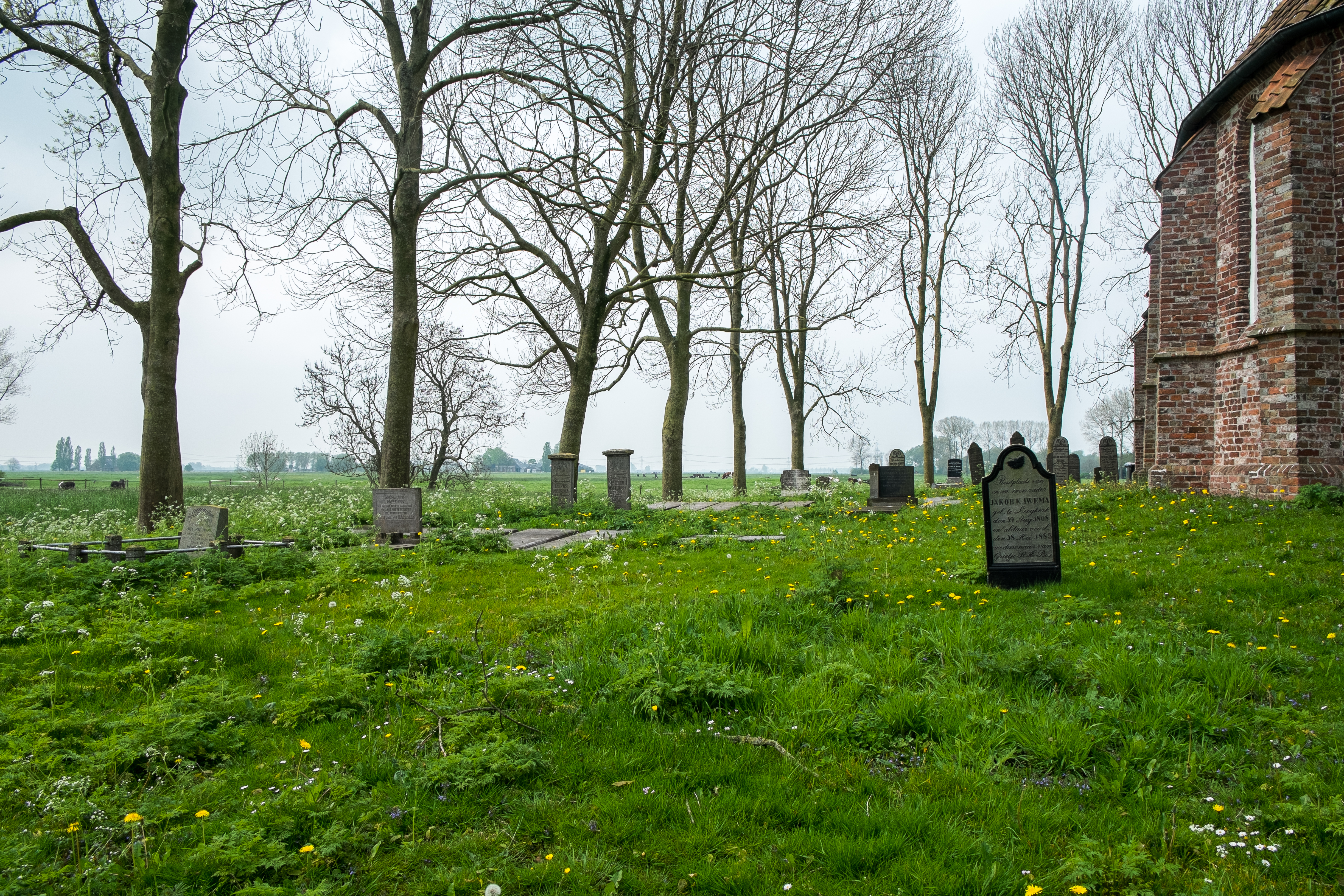
Kerkhof

Rondom het kerk ligt het kerkhof, dat omringd wordt door sloten en een boomsingel. De oostelijke sloot is echter gedempt. Het kerkhof was waarschijnlijk al enkele eeuwen in gebruik voordat het verbod op begraven in de kerk van kracht werd op 22 augustus 1827. Het schoolmeestersrapport van 1828 rept namelijk al van gewoonten rond de begrafenis op het kerkhof, wat erop wijst dat dit al langer in gebruik was. Bovendien werden alleen de rijken in de kerk begraven. De oudste grafzerk op het kerkhof dateert van 1824 (Grietje Onnes Harkema), maar deze kan net als de grafzerk uit 1674 op het kerkhof ook uit de kerk afkomstig zijn. De eerste begrafenis in het onvolledige doopboek, dat in 1866 werd ingevoerd, wordt vermeld in 1830.
In 1872 trad de  Wet op de Besmettelijke Ziekten in werking die aan elke begraafplaats de eis stelde dat er een aparte ruimte kwam om doden op te kunnen baren. In 1873 kregen de kerkvoogden van de gemeente Hoogkerk het verzoek om ook een baarhuis te plaatsen om aan de wet te voldoen. De kerkvoogden waren hier echter niet toe bereid omdat zij een dergelijk lijkhuis niet noodzakelijk vonden en geen geld hadden om de onkosten daarvan de kunnen bestrijden. In 1874 werd daarom het kerkhof gratis overgedragen aan de burgerlijke gemeente, in ruil waarvoor de gemeente de kosten van het baarhuis op zich nam. Sinds die tijd mochten er ook niet-hervormden worden begraven op het kerkhof. De gemeente plaatste grafrijnummers in de buitenmuur van de kerk en bouwde in 1875 het baarhuis naar ontwerp van timmerman Glaudé aan zuidzijde van het kerkhof ter hoogte van de koorsluiting. Dit baarhuis werd ergens in de 20e eeuw afgebroken. De laatste begrafenis vond plaats in 1975. Sindsdien worden de overledenen op de begraafplaats van Hoogkerk aan de Kerkstraat begraven.
Het kerkhof bevat veel scheefgezakte of gebroken grafstenen en een aantal grafstenen is verdwenen. Veel grafteksten zijn onleesbaar of met mos overgroeid. Dit was begin 20e eeuw ook al het geval.

## Trivia
De kerk werd onder andere geschilderd door Riekele Prins, Johan Dijkstra (later weer overgeschilderd), Klaas van Dijk, George Martens, Will Schreuder en door Ploegschilder Reinier van den Berg.